# Scream Queens (serie televisiva)
Scream Queens è una serie televisiva creata da Ryan Murphy, Brad Falchuk e Ian Brennan per il network Fox, che l'ha trasmessa dal 2015 al 2016 per un totale di due stagioni.
In Italia, è andata in onda dal 24 maggio 2016 al 31 marzo 2017.
La serie è principalmente una parodia del genere horror e di tutti i suoi cliché. Segue le vicende e le disgrazie di Chanel Oberlin, ricca e popolare presidente della confraternita universitaria "Kappa Kappa Tau" (κκτ) e delle sue aiutanti, dette "Chanels", perseguitate da misteriosi killer mascherati.

## Trama

### Prima stagione
1995, Wallace University: Durante una festa alla confraternita femminile Kappa Kappa Tau, una delle giovani candidate, Sophia Doyle, partorisce in una vasca da bagno della casa una figlia che non sapeva di stare aspettando. La presidentessa Bethany Stevens si rifiuta di aiutarla per poi tornare a divertirsi. Pochi minuti dopo, Sophia muore dissanguata e il decano del campus Cathy Munsch, con l’aiuto della governante della casa, Agatha Bean, fa sì che le ragazze coinvolte nell’incidente seppelliscano il corpo e lascino l’università per insabbiare il tutto. Il bambino viene preso in custodia da un’altra iniziata, Amy Meyer, che per la depressione sviluppata dopo l’accaduto si suiciderà.
2015: la KKT è adesso governata dalla cinica, ricca e vanitosa Chanel Oberlin e dalle sue minions, le Chanels: Chanel n. 2, Chanel n. 3 e Chanel n. 5. Insieme contribuiscono a perpetuare il clima di razzismo e classismo che ha sempre caratterizzato la KKT, con disprezzo del decano Munsch. La neo-diplomata Grace Gardner arriva al campus con l’intenzione di iscriversi alla confraternita per sentirsi più vicina a sua madre, ex-membro delle Kappa, morta quando era piccola, e trascina alle iniziazioni anche la sua carismatica compagna di stanza Zayday Williams, che mira a diventare la prima presidentessa afroamericana della sorellanza. Il decano Munsch rovina la popolarità di Chanel costringendola ad ammettere nella sorellanza qualsiasi candidata si presenti, comprese le più imbranate. Così inizia la “Hell Week” (la settimana delle iniziazioni) e la prima notte Chanel n. 2 e una delle aspiranti consorelle vengono uccise brutalmente da un killer mascherato da Red Devil, la mascotte della Wallace. Gli occhi delle consorelle sono puntati su Chanel, che proprio la notte prima davanti a tutte loro aveva accidentalmente ucciso Ms. Bean ustionandole il viso con dell’olio per friggere.
Subito il campus cade in un clima di terrore mentre le protezione delle consorelle è affidata ad un’inetta guardia di sicurezza privata, Denise Hemphille, che intrattiene una relazione occasionale con Chad Radwell, infedele fidanzato di Chanel e presidente della confraternita dei Dicky Dollar Scholars. Grace si allea con il giornalista scolastico Pete Martinez, del quale si innamora, per indagare sul Red Devil, arrivando a scoprire dell’incidente della vasca da bagno di anni prima e convincendosi dunque di essere la figlia di Sophia. Wes, il padre di Grace, ottiene una cattedra all’università per stare più vicino alla figlia e attira le attenzioni sia del decano Munsch che di Gigi, presidentessa nazionale della KKT. Per aumentare la sua influenza e vincere le elezioni per la presidenza contro Zayday, Chanel, tramite un make-over, trasforma l’iniziata imbranata e scoliotica Hester Ulrich in Chanel n.6. Hester cerca tuttavia di prendere il potere alla KKT prima tentando di convincere Chanel n. 3 e n. 5 che Chanel sia il killer e poi avvicinandosi a Chad, fingendo che il ragazzo l’abbia messa incinta. Chanel, furiosa, cerca di ucciderla ma fallisce. Zayday viene rapita da Red Devil, che scopre essere infatuato di lei, ma riesce a scappare e diventa co-presidentessa della sorellanza insieme a Chanel. Le accuse sull’identità dell’assassino iniziano ad accumularsi e Pete e Grace scoprono non solo che ci sono due assassini e sono due gemelli (in quanto Sophia, prima di morire, partorì davanti alla Munsch un maschio) ma anche che il loro padre è Wes, che ebbe un rapporto con Sophia da ubriaco. La madre di Grace è invece Bethany Stevens, che Wes conobbe la sera della morte di Sophia. Red Devil si ripresenta nelle settimane successive e uccide altre consorelle e studenti, portando il decano a chiudere l’università e ad evacuarla, ad eccezione delle consorelle sopravvissute e di Denise, che decidono di rimanere per smascherare l’assassino. Muoiono anche Boone Clemens, migliore amico di Chad e l’iniziata Sam, interesse amoroso di Chanel n. 3. Chanel, Grace e Zayday mettono da parte le loro divergenze per uccidere la Munsch, che credono sia Red Devil, ma il decano sopravvive a qualunque loro tentativo.
Si scopre finalmente che la persona ad aver architettato la vendetta contro la KKT e ad aver mandato i gemelli al campus è Gigi, sorella minore di Amy. Uno dei due killer è Boone, che ha inscenato la propria morte per poter effettuare gli omicidi senza ostacoli. Boone mette a repentaglio la propria copertura tentando di conquistare Zayday e viene ucciso insieme a Gigi da un terzo Red Devil, complice dei due gemelli che decide di tradirli per fermare la strage. Grace scopre con rammarico che tale complice è Pete, che avendo sempre odiato Chanel e il sistema elitario delle confraternite aveva deciso di aiutare negli assassinii Boone e sua sorella, uccidendo poi Boone e Gigi in un tentativo di rimediare. L’ultima dei Red Devil uccide Pete e nel finale svela al pubblico la propria identità: è Hester, che riesce abilmente a convincere Denise, nominata capo della polizia, a incriminare le Chanels per gli omicidi. La Munsch diventa famosa pubblicando un libro sul femminismo e inizia una relazione con Wes. Prima di abbandonare il campus con lui, intuisce che Hester era una dei Red Devil, ma la ragazza la minaccia di svelare i crimini commessi durante il suo mandato di decano (fra cui l’insabbiamento della morte di Sophia) e le fa tenere la bocca chiusa. Denise va a lavorare a Quantico e lascia Chad, mentre Zayday, Grace ed Hester diventano le nuove leader della KKT, rinata come sorellanza accogliente e amichevole. Le Chanels, diseredate dalle loro ricche famiglie, vengono condannate per gli omicidi di Red Devil e spedite da un giudice in manicomio, dove paradossalmente si sentono accolte e in pace con loro stesse.

### Seconda stagione
31 ottobre 1985: lo staff dell’ospedale Nostra Signora della Sofferenza Perpetua organizza una festa di Halloween, durante la quale il paziente Bill Hollis avverte dei malori. Sua moglie Jane, che fra l’altro aspetta un bambino, chiede disperatamente aiuto all’infermiera Laura e al dottor Mike, mascherato da Perfido Verde (Green Meanie), un mostro che secondo leggende locali abita la palude accanto all’ospedale. Per tornare subito alla festa Mike e Laura lasciano che Bill muoia e gettano poi il suo cadavere nella palude, coprendolo con il costume del dottore. Il 31 ottobre successivo il fratello di Jane, indossando un costume uguale, si presenta all’ospedale e lo fa chiudere massacrando l’intero staff per vendetta.
2016: Dopo aver lasciato Wes e aver terminato il tour del suo libro, Cathy Munsch diventa un’attivista e, nello stesso edificio dove sorgeva lo stesso ospedale del massacro degli anni 80’, apre un nuovo ospedale universitario, il C.U.R.E. Institute, dedito al curare le malattie che per la medicina americana moderna sono state definite “incurabili”. A capo dello staff medico vengono ammessi il brillante Brock Holt, caduto in disgrazia dopo aver ricevuto un trapianto di mano problematico, e l’affascinante Cassidy Cascade. Tra le studentesse di medicina invece vengono accolte Zayday, appena laureatasi, e le Chanels, che sono state assolte dalla colpa dopo che Hester ha accidentalmente confessato a Denise di essere stata Red Devil, finendo a vivere come reiette a causa di un documentario che ha svelato al mondo la loro cattiveria. Vengono seguite a ruota da Chad, che fa ricoverare il suo amico malato Randall. All’ospedale lavorano anche la capo-infermiera Ingrid Hoffel, che si diverte a insultare le Chanels, e il volontario Chamberlain. Mentre Chanel è contesa da Brock e Chad, Chanel n. 3 e n. 5 iniziano ad usciere rispettivamente con Cassidy e con Tyler, un paziente affetto da tumori su tutto il corpo. Il nuovo inizio di Chanel è rovinato dall’apparizione di un nuovo Perfido Verde, che uccide tutti i pazienti che lo staff cura, compresi Randall e Tyler. La Munsch cerca di nascondere le morti mettendo a decomporre tutti i corpi nella palude e chiama Denise, adesso agente dell’FBI, per farsi aiutare a smascherare il nuovo killer. Denise porta al C.U.R.E. Hester, che ha accettato di usare la sua mente da assassina per aiutare ad indagare sul nuovo caso in cambio di essere ammessa nello staff ospedaliero.
Chad scopre che la mano trapiantata del dottor Holt è quella di un assassino, che lo porta ad avere spesso scatti violenti: ciò lo fa diventare il sospettato principale. Chad ne approfitta per vincere il cuore di Chanel chiedendole di sposarlo ma prima del loro matrimonio viene ucciso dal Perfido Verde. Zayday e Chamberlain accusano invece la Munsch, che però li impietosisce confessando che il vero motivo per cui ha aperto l’ospedale è per curarsi da una malattia rara, la kuru, che ha contratto in Nuova Guinea durante il suo tour. Durante la notte di Halloween il killer, aiutato da Hester, attacca con un defibrillatore Denise, che cade in coma e viene conservata dalla Munsch in una camera criogenica, e uccide diversi altri pazienti. La polizia scopre tutto ma paradossalmente la notizia porta pubblicità all’ospedale, che riceve nuovi pazienti con malattie incurabili da tutto il mondo. La Hoffel scopre che il Perfido Verde è Cassidy, il figlio di Jane, che per ordine della madre sta cercando di far chiudere l’ospedale proprio come fece suo zio. Ingrid decide di aggregarsi a lui come seconda assassina, in quanto in cerca di vendetta contro Chanel per aver ucciso sua sorella: Agatha Bean. Nell’ospedale si aggira anche un terzo Perfido Verde, che uccide Chamberlain: è Wes, che incolpa Chanel di aver fatto impazzire Grace, adesso ricoverata in un ospedale psichiatrico poiché traumatizzata dalla strage della Wallace University. La Hoffel e Cassidy si rivoltano contro Wes e lo uccidono, facendo trovare il suo cadavere con addosso il costume da Perfido Verde così che gli vengano affibbiate tutte le morti. Chanel inizia una relazione seria con Brock, che nonostante una nuova mano sana ricevuta grazie ad un trapianto operato da Cassidy, mantiene i suoi istinti omicidi. Hester capisce che il dottore condivide la sua sete di sangue e lo seduce. Intanto Chanel n. 5, che ha scoperto uno strabiliante talento per la medicina, capisce che il decano non soffre per la kuru ma è estremamente disidratata, a causa dell’assunzione prolungata di scotch e non di acqua. Chanel n. 3, sinceramente innamorata di Cassidy, lo convince a ribellarsi a Jane e a smettere di uccidere.
Nel finale, la Hoffel attua la sua vendetta uccidendo Jane e intrappolando le Chanels, Zayday, la Munsch, Brock e Cassidy in una gabbia nei sotterranei dell’ospedale, accanto ad una bomba che farà esplodere l’intero edificio. Denise si sveglia giusto in tempo dal suo sonno criogenico, disattiva l’esplosivo e libera il gruppo. La Hoffel uccide accidentalmente Cassidy, che muore fra le braccia di Chanel n. 3, quindi tenta di scappare ma cade nelle sabbie mobili della palude e affoga. Dopo tali eventi, Hester e Brock derubano la Munsch e si stabiliscono sull’isola di Blood Island, dove possono divertirsi uccidendo tutti i turisti che arrivano e vivere da benestanti, mentre l’ex-decano diventa una sessuologa per donne adulte ad Aspen. Zayday e Chanel n. 5 rimangono a gestire il C.U.R.E., adesso efficiente e pieno di pazienti, mentre Chanel viene scoperta da un produttore di Hollywood e diventa medico della TV, come conduttrice del programma “Lovin The C”, al fianco di n. 3, sua produttrice esecutiva. Di nuovo ricca e famosa, una sera Chanel entra nella sua auto e scopre un anello della KKT sul cruscotto e seduto dietro di lei, un Red Devil che la fa urlare di paura.

## Episodi
| Stagione         | Episodi | Prima TV USA | Prima TV Italia |
| ---------------- | ------- | ------------ | --------------- |
| Prima stagione   | 13      | 2015         | 2016            |
| Seconda stagione | 10      | 2016         | 2017            |

## Personaggi e interpreti

### Personaggi principali
- Chanel Oberlin, interpretata da Emma Roberts, doppiata da Francesca Manicone.
Chanel è la ricca e viziata presidente della confraternita femminile "Kappa Kappa Tau". Star dei social, popolare, perfida, vanitosa ed egocentrica, è a capo di un gruppo di sue aiutanti chiamate "Chanels" ed è inizialmente fidanzata con il ragazzo più popolare della scuola, Chad Radwell. Alla fine della prima stagione, persa tutta la sua popolarità a causa di Red Devil, viene mandata in manicomio insieme a Chanel #3 e Chanel #5 dopo essere state accusate di essere le killer. Nonostante il luogo in cui è rinchiusa Chanel si sente a casa senza più doversi preoccupare di piacere ai ragazzi o di essere la più popolare. Dopo essere stata rilasciata dal manicomio ed essere stata diseredata dai suoi genitori, insieme alle altre Chanel inizia a lavorare nel settore sanitario per mantenersi. Il decano Munsch offre alla ragazza un posto come infermiera al C.U.R.E. Institute. Riceve le attenzioni del Dr. Holt -medico sexy dell'ospedale- e di Chad, deciso a riconquistare Chanel dopo la fine della sua storia con Denise. Decide di sposarsi con quest'ultimo ma il ragazzo viene ucciso dal Perfido Verde. Dopo la morte di Chad inizia una relazione con Brock Holt. Nel finale della seconda stagione, sopravvissuta al massacro dei Perfidi Verdi, diventa la presentatrice dello show “Lovin the C” e Chanel #3 diventa la sua produttrice esecutiva. Nell’ultima scena Chanel sale in macchina e urla terrorizzata quando scopre un anello della KKT e il Diavolo Rosso alle sue spalle.
- Hester Ulrich/Doyle/Chanel #6, interpretata da Lea Michele, doppiata da Domitilla D'Amico. Hester è nata nel 1995 alla KKT nel tragico incidente della vasca, con suo fratello Boone. Dopo la morte di sua madre viene "adottata" da Gigi e cresciuta nel manicomio dove sviluppa delle tendenze psicopatiche e sociopatiche. Sin da piccola viene abituata all'idea di vendicarsi, difatti nel 2015 cominciano gli omicidi della Wallace University. Il padre biologico di Hester è Wes, quindi Grace è la sua sorellastra.
Hester è una ragazza con il busto bloccato da un tutore a causa di una grave deformità spinale (si rivelerà poi essere tutta una messa in scena per entrare alla Wallace). È affascinata da tutto ciò che riguarda la morte. Alla fine della prima stagione si scopre che è lei una dei gemelli partoriti nella vasca alla Kappa Kappa Tau venti anni prima, tornata all'università per mettere in atto la propria vendetta. Riuscirà a farla franca accusando le Chanel di essere Red Evil (in seguito a un piano da lei organizzato). Diventerà la tesoriera della confraternita sotto la guida di Zayday la quale la crede innocente, così come tutte le altre. Nella seconda stagione Denise smaschera Hester per i crimini da lei commessi e la interna in un manicomio-prigione. Sembra conoscere l'identità del Perfido Verde, ma non la rivelerà fin quando il decano Munsch non esaudirà tutti i suoi desideri: Cathy infatti decide di portare la ragazza nel suo ospedale dove poterla tenere sotto controllo. Dapprima viene rinchiusa in una cella nelle segrete della struttura, ma dopo l'assassinio di Denise la ragazza ritorna ad essere una Chanel e addirittura a lavorare come infermiera del plesso.
- Sadie Swenson/Chanel #3, interpretata da Billie Lourd, doppiata da Perla Liberatori.
Anche lei braccio destro di Chanel e probabilmente la sua migliore amica. Porta sempre i paraorecchie, a causa di un fidanzato geloso che aveva minacciato di tagliargliele. A causa della sua famiglia che l'ha sempre detestata Chanel #3 ha sviluppato un carattere freddo e privo di sentimenti. In realtà il suo vero padre è il famoso serial killer Charles Manson, ma lo nasconde per non essere sospettata di essere Red Devil. Nella prima stagione si rende conto di essere bisessuale, poiché inizia a provare dei sentimenti per Sam, la ragazza lesbica della Kappa. Alla fine della prima stagione viene mandata in manicomio insieme a Chanel e Chanel #5 dopo essere stata accusata di essere Red Devil. Dopo essere stata rilasciata dal manicomio insieme alle altre Chanel inizia a lavorare nel settore sanitario. Il decano Munsch offre alla ragazza un posto come infermiera al C.U.R.E. Institute. Riceve le attenzioni del Dr. Cascade con il quale instaura una relazione, per via dei molti comportamenti simili tra di loro. Scopre che il suo nuovo ragazzo è uno dei tre Perfidi Verdi, ma decide di non denunciarlo, sebbene inizi a provare qualcosa di forte verso di lui.
- Cathy Munsch, interpretata da Jamie Lee Curtis, doppiata da Anna Rita Pasanisi.
È il decano dell'università. Tutto ciò che conta per lei è che la sua reputazione non venga rovinata, quindi decide di mettere delle pattuglie della polizia sparpagliate per il campus. Spesso gli uomini sono attratti da lei, tra cui Chad Radweel, Wes Garner e il Dr. Holt. Si rivela anche lei molto infida e calcolatrice, tanto da uccidere il marito che l'aveva lasciata e accusare la sua amante del crimine. È una famosa femminista, pronta ad affermare che le donne sono superiori agli uomini. Nella seconda stagione, dopo che le è stata diagnosticata una malattia incurabile, decide di aprire il C.U.R.E. Institute per potersi informare meglio. Fino al 2014 era il vice-decano poi, in seguito alla morte del vecchio decano lei prende il suo posto. Appena prende il posto cerca di chiudere la Kappa e dice molto chiaramente di odiare. Chanel e tutto quello che lei rappresenta. Non riuscendoci sotto consiglio di Gigi fa sì che chiunque possa entrare alla Kappa. Durante gli omicidi lei ne approfitta per uccidere il suo ex-marito e incolpa l'amante di lui. Al C.U.R.E. lei cerca di curare una malattia che ha contratto (che lei crede sia Kuru). Dopo che i primi omicidi iniziano cerca di nasconderli per non farlo chiudere e non farla morire.
- Libby Putney/Chanel #5, interpretata da Abigail Breslin, doppiata da Roisin Nicosia.
Meglio conosciuta con il nome di Chanel #5 o semplicemente #5, è nata in una famiglia ricca di New Orleans che però non l'ha mai amata. Nel 2014 entra a far parte delle Kappa, Fa amicizia con #3 fin da subito ma viene presa in giro da tutti. Viene svelato che ha avuto solo tre fidanzati: Uno al liceo, che era immaginario e poi Roger e Dodger. Dopo essere entrata nelle Chanel, la sua autostima cala. Nella seconda stagione si scopre che è un genio e passa i SAT con 525 più di Brock e Cassidy alla fine infatti diventa dottoressa insieme a Zayday. È il braccio destro di Chanel. È molto insicura e a causa di ciò viene spesso derisa da Chanel. Nonostante la sua insicurezza nella prima stagione riceve le attenzioni di due gemelli, Roger e Dodger, che vengono però entrambi uccisi da Red Devil. Viene mandata in manicomio insieme a Chanel #3 e Chanel dopo essere stata accusata di essere Red Devil, tradita dai suoi stessi genitori. Dopo essere stata rilasciata dal manicomio insieme alle altre Chanel inizia a lavorare nel settore sanitario. Il decano Munsch offre alla ragazza un posto come infermiera al C.U.R.E. Institute. Appena arrivata conoscerà Tyler, uno dei tanti pazienti con il quale si fidanzerà per qualche giorno: il Perfido Verde uccide il giovane con un laser durante il suo intervento. Riesce a sopravvivere per ben due volte ai tentativi di aggressione del Perfido Verde facendola quindi rendere sospetta agli occhi dell'intero staff ospedaliero.
- Zayday Williams, interpretata da Keke Palmer, doppiata da Erica Necci.
È, inizialmente, la compagna di stanza di Grace della quale diventerà la sua migliore amica. È forse l'unica in grado di fare vacillare Chanel grazie al suo carattere forte; non a caso viene eletta co-presidente, amministrando la Kappa insieme a Chanel fin quando quest' ultima non verrà arrestata. A questo punto la presidenza della Kappa Kappa Tau passerà interamente nelle sue mani. La sua vice-presidente sarà quindi Grace e la tesoriera Hester. Nella seconda stagione, uscita dall'università, decide di studiare medicina e la Munsch le offre una mansione presso il C.U.R.E. Institute come dottoressa insieme al Dr. Holt e al Dr. Cascade. Insieme all'inserviente Chamberlain inizia a fare luce sul passato dell'ospedale cercando di capire le connessioni tra passato e presente sulle strane uccisioni ad opera del Perfido Verde.
- Grace Gardner (stagione 1), interpretata da Skyler Samuels, doppiata da Gemma Donati.
È una ragazza mite e gentile che entra nella confraternita per seguire le orme della madre, morta quando lei aveva solo due anni, che era una consorella della Kappa Kappa Tau ai tempi del college. Stringe amicizia con Zayday e sviluppa un interesse romantico per Pete, con cui indaga per cercare di scoprire l'identità di Red Devil. In seguito all'arresto delle Chanel diventerà la vice-presidente della Kappa Kappa Tau insieme a Zayday. È la sorellastra di Boone e Hester. Dopo gli omicidi alla Wallace University Grace prova ad avere una nuova vita, lasciandosi tutto alle spalle, grazie alla presenza di suo padre che le assicura che tutto andrà bene, ma gli sforzi sono vani e viene internata in un istituto psichiatrico a Stanford.
- Chad Radwell (stagione 1, ricorrente 2), interpretato da Glen Powell, doppiato da Alessandro Ward.
È un donnaiolo che ha una pseudo-relazione con Chanel anche se va a letto con quasi tutte le ragazze del campus, comprese la preside Munsch e l'agente di polizia Denise Hemphill. Inoltre è il capo della fratellanza dei Dickie Dollars. Si fidanza con Denise nel finale della prima stagione, per poi tornare da Chanel nella seconda stagione. Chiede alla ragazza di sposarlo -in realtà si tratta di un pretesto nei confronti del Dr. Holt- ma viene ucciso dal Perfido Verde prima di potere pronunciare il "sì". Alla sua morte e a quella della sua intera famiglia lascia tutto il suo patrimonio a Cathy Munsch e al C.U.R.E. Institute.
- Weston "Wes" Gardner (stagione 1, ricorrente 2), interpretato da Oliver Hudson, doppiato da Francesco Pezzulli.
È il padre di Grace. Data la sua natura iperprotettiva non appena viene a sapere del killer vuole che la figlia torni a casa, ma quando questa si oppone decide di andare ad insegnare alla Wallace, tenendo un corso di cinema, per starle più vicino. Si scopre essere lui il padre dei due gemelli, e quindi dei due killer. Si fidanza prima con Gigi, e poi con Cathy Munsch nel finale della prima stagione con il quale passerà tre anni felici fin quando i due non decidono di lasciarsi. Subito dopo la loro rottura a Wes viene diagnosticata una malattia: mangiare i propri capelli. Deciso a riconquistare la donna della sua vita e a curare il suo male Wes viene portato al C.U.R.E. Institute. In realtà la sua malattia era solo una farsa per potere avere accesso all'ospedale di Cathy: l'uomo è in cerca di vendetta contro lei e le Chanel per avere fatto internare la figlia in un istituto psichiatrico dopo gli eventi della Wallace University. È lui il terzo ed ultimo Perfido Verde e decide di sfruttare la carta del mostro della palude per avere la sua vendetta personale. Dopo un incontro con Cassidy e Ingrid nel quale viene deciso chi ucciderà le ragazze rimaste al C.U.R.E. Institute, decide di allearsi segretamente con Cassidy per distruggere e addossare le colpe di tutti gli omicidi alla dottoressa Hoffel. Il ragazzo, in un primo momento, accetta la sua proposta ma successivamente gli si rivolta contro. Wes allora decide di togliersi la vita all'interno di una vasca con dell'olio bollente allestita da Ingrid appositamente per Chanel, pronunciando "playlist" come ultima parola prima di morire. Viene rivelato che le vittime morte per mano di Wes sono Sheila Baumgartner, Chad e che fu lui ad attaccare Denise, ad accoltellare Chanel #5 durante la festa di Halloween e ad avvelenare tutti gli inviti affinché quest'ultimi potessero arrivare alla festa organizzata al C.U.R.E. Institute. Dopo la sua morte Ingrid e Cassidy informano l'intero ospedale dicendo che il Perfido Verde fosse lui, che ora è morto e che non ci sarà più alcun tipo di omicidi nella struttura.
- Pete Martínez (stagione 1), interpretato da Diego Boneta, doppiato da Manuel Meli.
È uno studente che lavora al bar del campus. Rimane affascinato da Grace fin dal primo istante e si offrirà di aiutarla a scoprire l'identità di Red Devil, per poi instaurare una relazione con lei. Aveva avuto una cotta per Chanel, dalla quale venne però umiliato davanti alle sue amiche. Per questo motivo si allea con i gemelli per vendetta e si rivela infine essere uno dei Red Devil.
- Gigi Caldwell/Jess Meyer (stagione 1), interpretata da Nasim Pedrad, doppiata da Chiara Colizzi.
È la presidente nazionale della sorellanza. È attratta da Wes, con il quale instaura una relazione. Si scopre essere la sorella di una delle ragazze della Kappa Kappa Tau presenti alla morte di Sophia Doyle, che in seguito si suicidò per i sensi di colpa, causando il crollo psicologico di Gigi. È infatti lei che ha cresciuto Hester e Boone in manicomio, ed è il capo dei due Red Devil, con i quali vuole vendicarsi della sorella e della madre dei due bambini. Muore decapitata da Hester con un taglia carne elettrico.
- Earl Grey (stagione 1), interpretato da Lucien Laviscount, doppiato da Davide Perino.
È un ragazzo inglese, membro dei Dickie Dollars. Si fidanza con Zayday fin quando Boone, da sempre innamorato della ragazza, non lo elimina.
- Dr. Brock Holt (stagione 2), interpretato da John Stamos, doppiato da Fabio Boccanera.
Affascinante e misterioso medico dell'ospedale che ha comprato il Decano Munsch. Ha una mano trapiantata, appartenente ad un famoso serial killer, dal momento che perse la propria durante la trasmissione di una partita di Super Bowl, tritandosela in un frullatore. Inizia una relazione con Chanel e per questo motivo è in competizione con Chad. Dopo la morte di quest'ultimo avrà Chanel tutta per sé, ma non sembra essere più interessato alla ragazza dal momento che nei suoi sogni "proibiti" vi è sempre Cathy, con la quale decide di intraprendere una relazione per colmare i suoi istinti sessuali.
- Dr.ssa. Ingrid Marie Hoffel (stagione 2), interpretata da Kirstie Alley, doppiata da Laura Boccanera.
Medico che prende di mira le Chanel a causa del loro snobismo. Si scopre in seguito essere la sorella di Agatha Bean, prima vittima di Red Devil, morta per colpa di Chanel. Per questo vorrà vendicarsi delle ragazze, alleandosi con Cassidy Cascade e diventando il secondo Perfido Verde. Le vittime morte per mano di Ingrid sono Chanel #9 -in collaborazione con Cassidy-, Chanel #10 e Slade Hornborn. È decisa ad uccidere Chanel per potersi vendicare di sua sorella Agatha e non si fermerà davanti a niente o nessuno. Dopo la morte di Wes, insieme a Cassidy, fa credere all'intero ospedale che il Perfido Verde è finalmente morto e che non ci saranno più omicidi all'interno della struttura. Muore alla fine della seconda stagione annegando nella palude presente all'esterno dell'ospedale.
- Dr. Cassidy Cascade (stagione 2), interpretato da Taylor Lautner, doppiato da Davide Chevalier.
Affascinante medico dell'ospedale che inizia una relazione con Chanel #3. Si scopre essere il figlio di Jane e uno dei tre Perfidi Verdi dell'ospedale. Viene rivelato che le vittime morte per mano di Cassidy sono Catherine Hobart, Tyler, Randall, i pazienti durante la festa di Halloween, Chanel Pour-Homme, Chanel #11 e Chanel #9 in collaborazione con Ingrid. Vuole risparmiare la vita di Chanel #3 poiché davvero innamorato della ragazza. Ha un rapporto ossessivo e morboso con sua madre. Dopo la morte di Wes, insieme a Ingrid, fa credere all'intero ospedale che il Perfido Verde è finalmente morto e che non ci saranno più omicidi all'interno della struttura. Dopo avere salvato Chanel #3 da un attacco di Ingrid, muore per mano della donna, che lo uccide con un machete.
- Chamberlain Jackson (stagione 2), interpretato da James Earl, doppiato da Gabriele Patriarca.
Bizzarro inserviente che stringe amicizia con Zayday aiutandola a fare luce sul passato dell'ospedale. Scopre che Wes è in realtà il terzo ed ultimo Perfido Verde della struttura e decide di affrontarlo di persona: dopo avere ascoltato le ragioni del comportamento di Wes e della sua vendetta personale nei confronti delle Chanel e del decano Munch uccide il ragazzo prima di potere rivelare la verità a qualcuno.

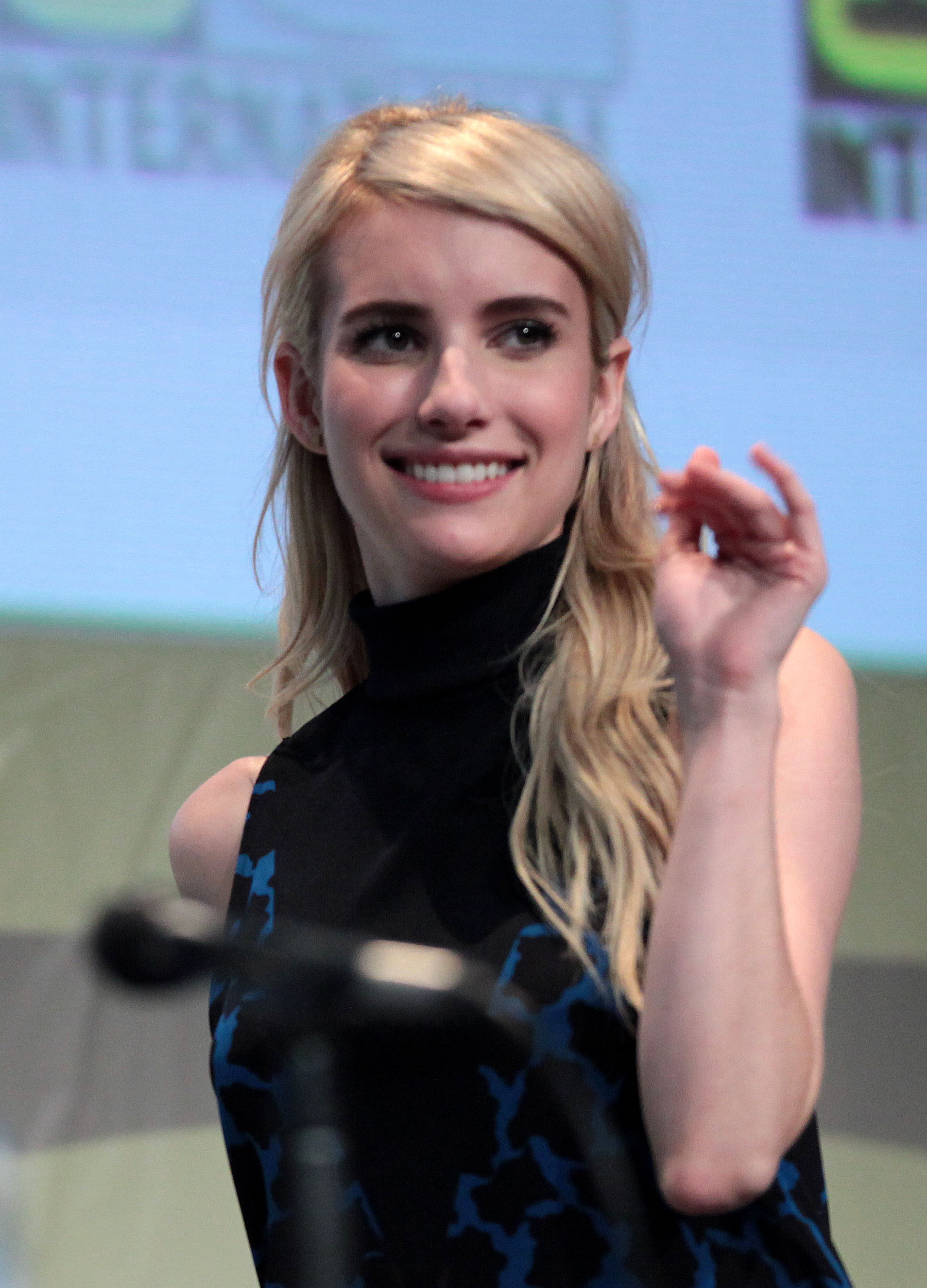
Emma Roberts interpreta Chanel Oberlin
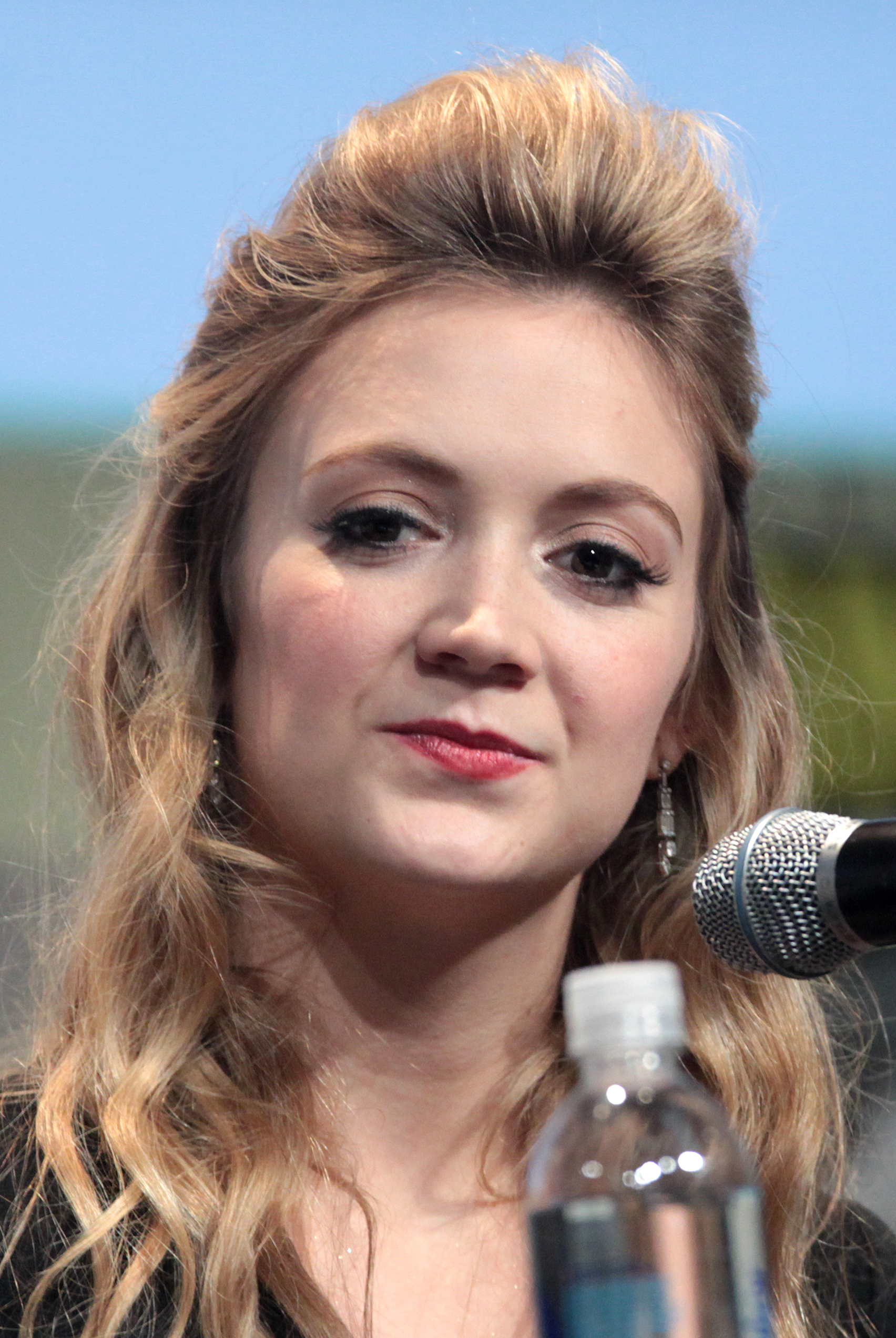
Billie Lourd interpreta Sadie Swenson
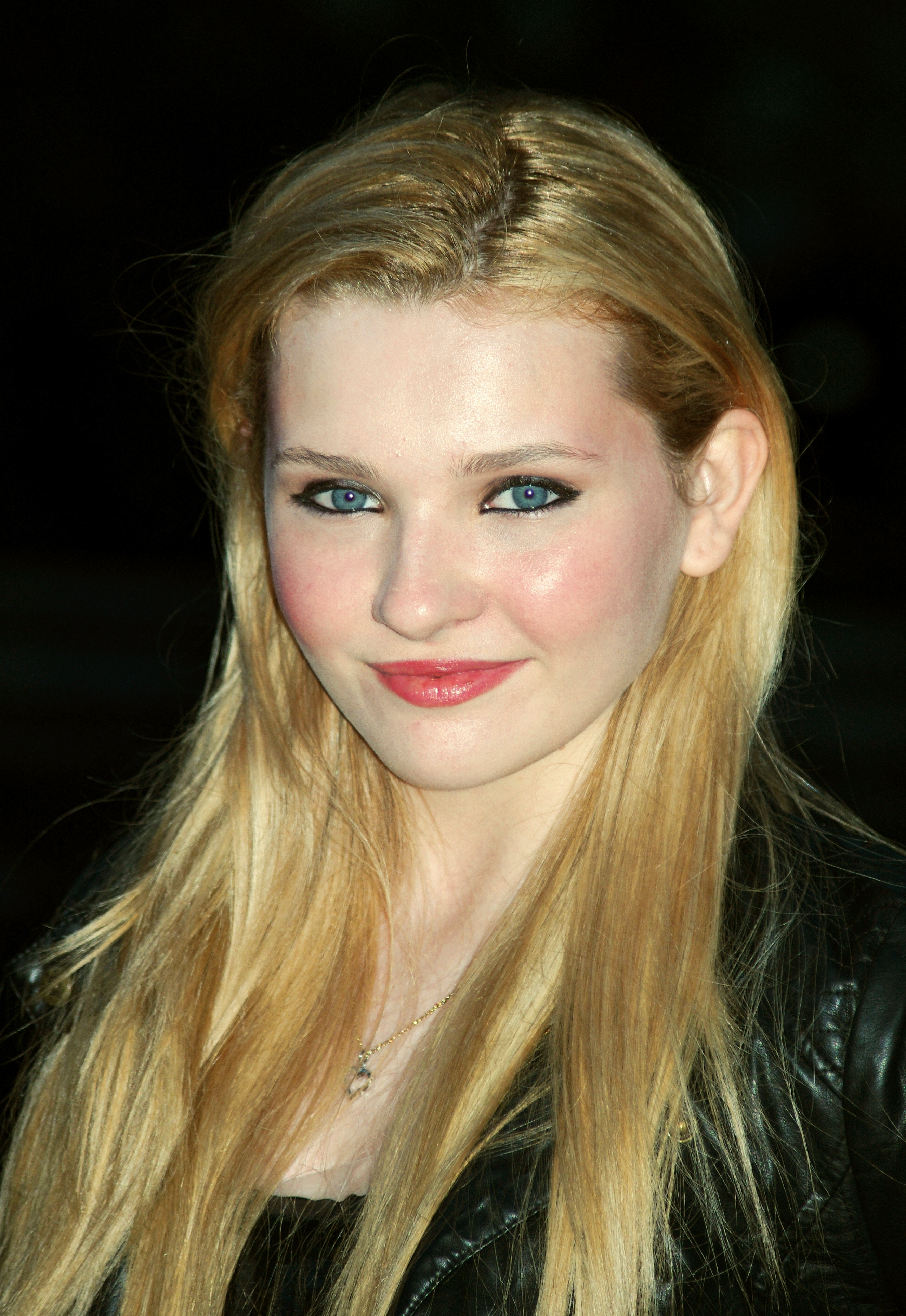
Abigail Breslin interpreta Libby Putney
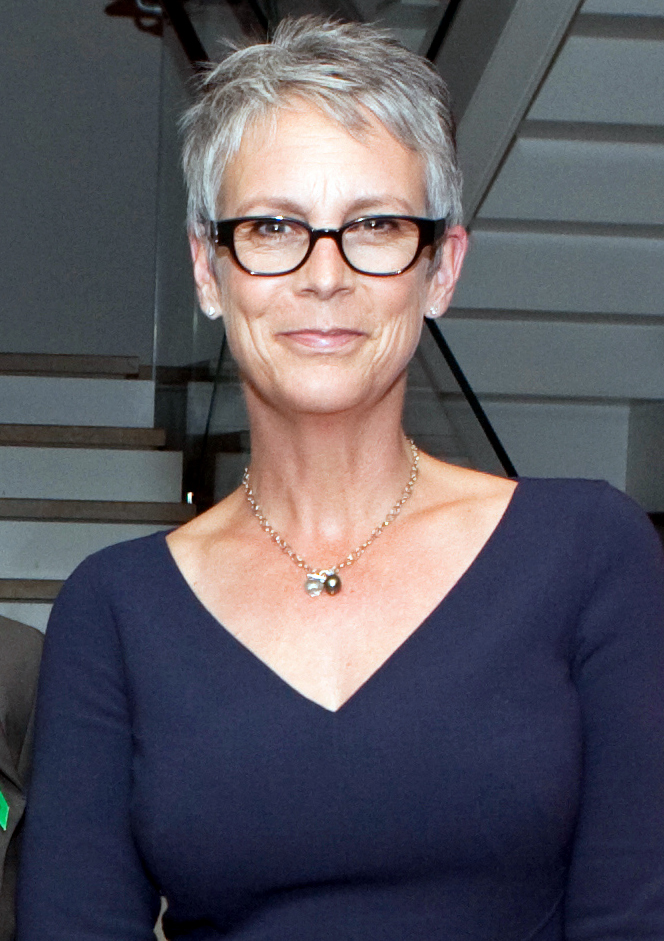
Jamie Lee Curtis interpreta Cathy Munsch
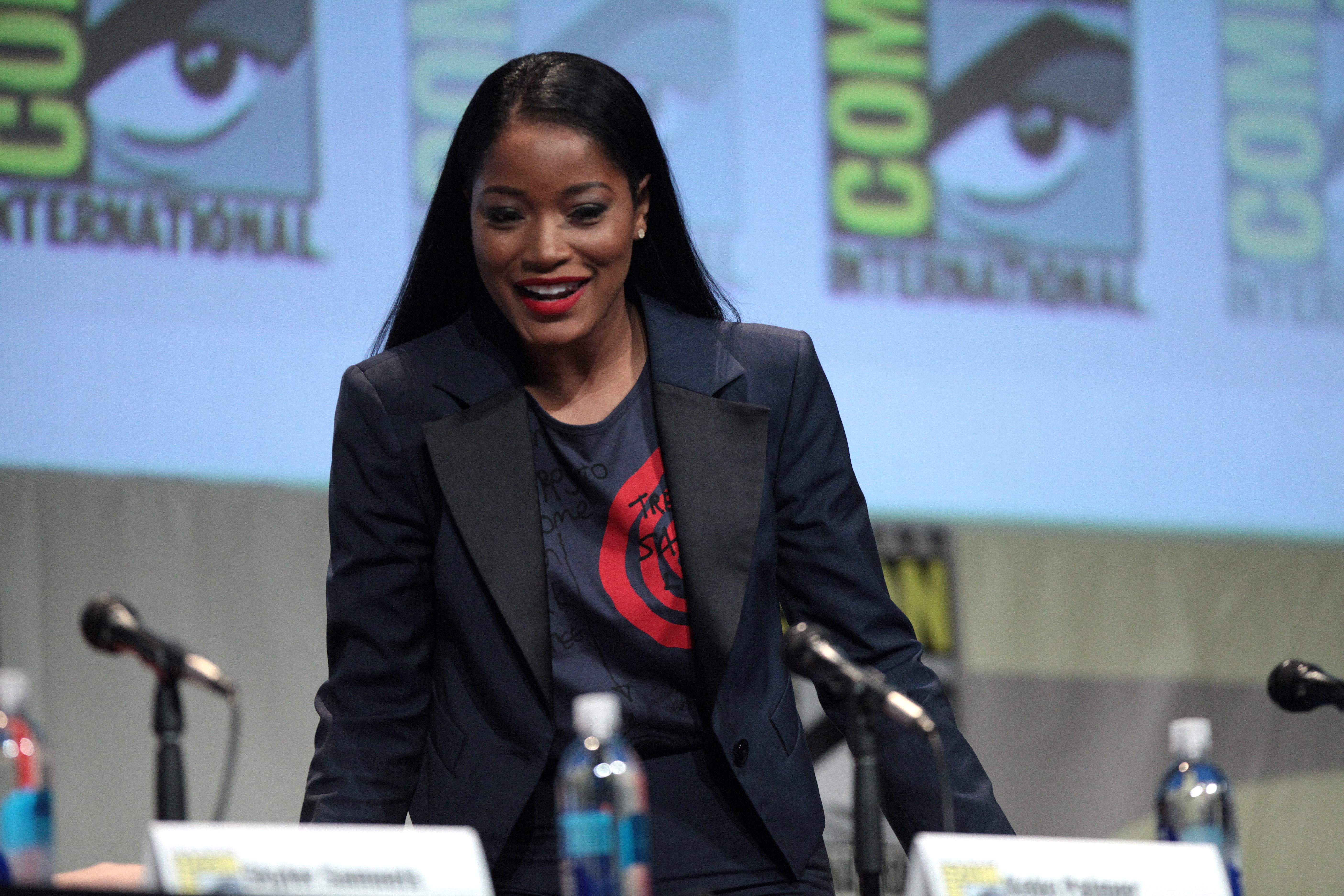
Keke Palmer interpreta Zayday Williams
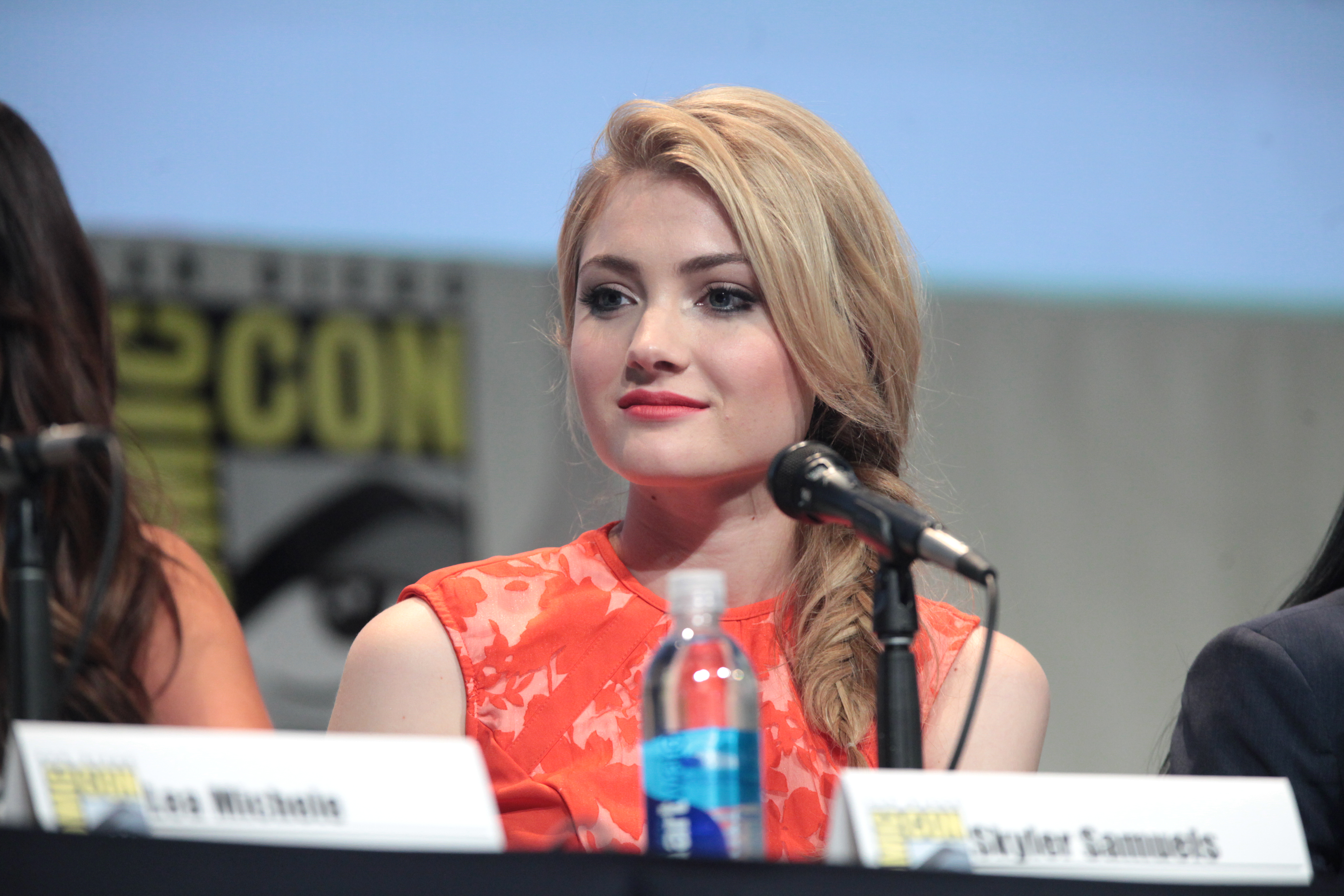
Skyler Samuels interpreta Grace Gardner
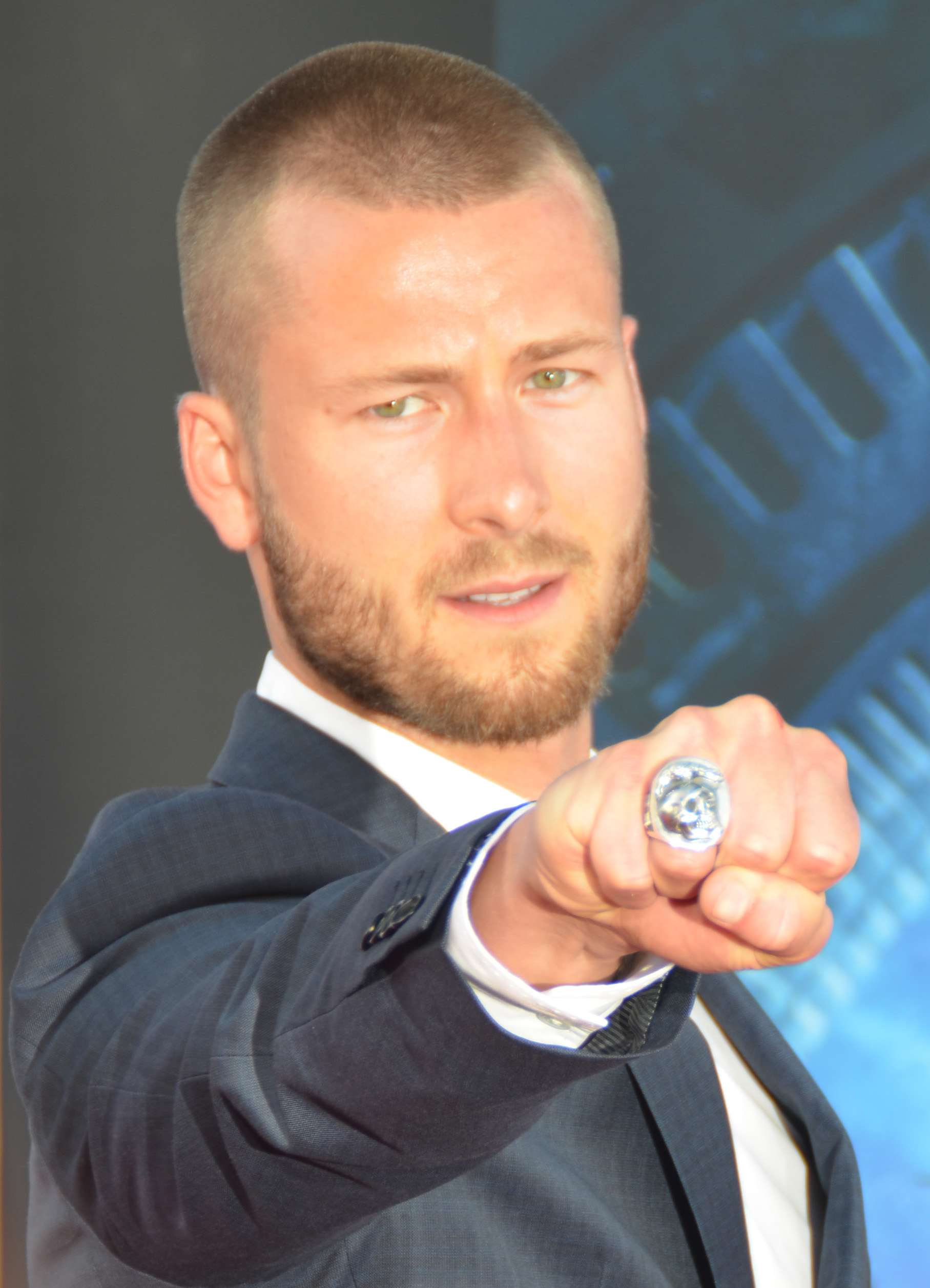
Glen Powell interpreta Chad Radwell
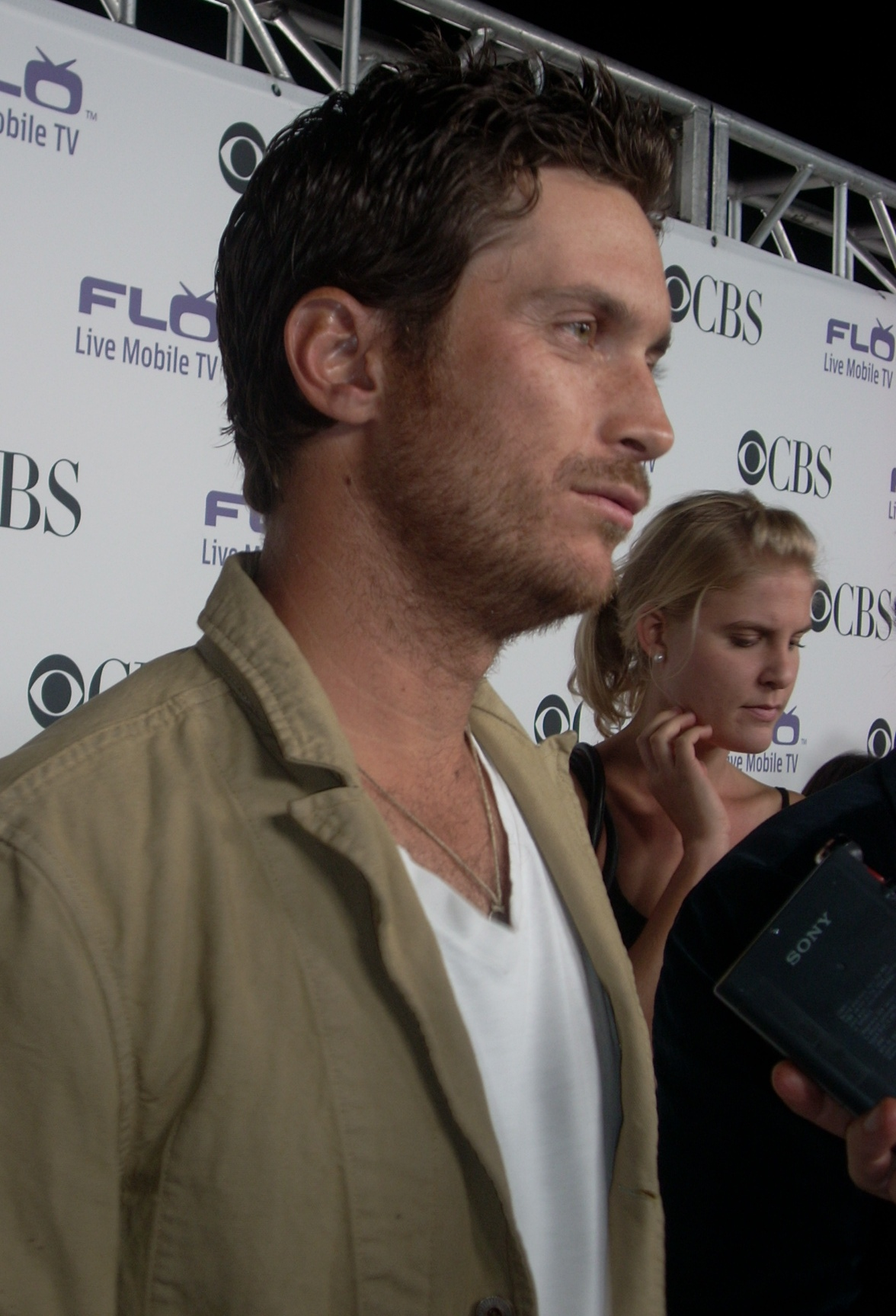
Oliver Hudson interpreta Wes Gardner
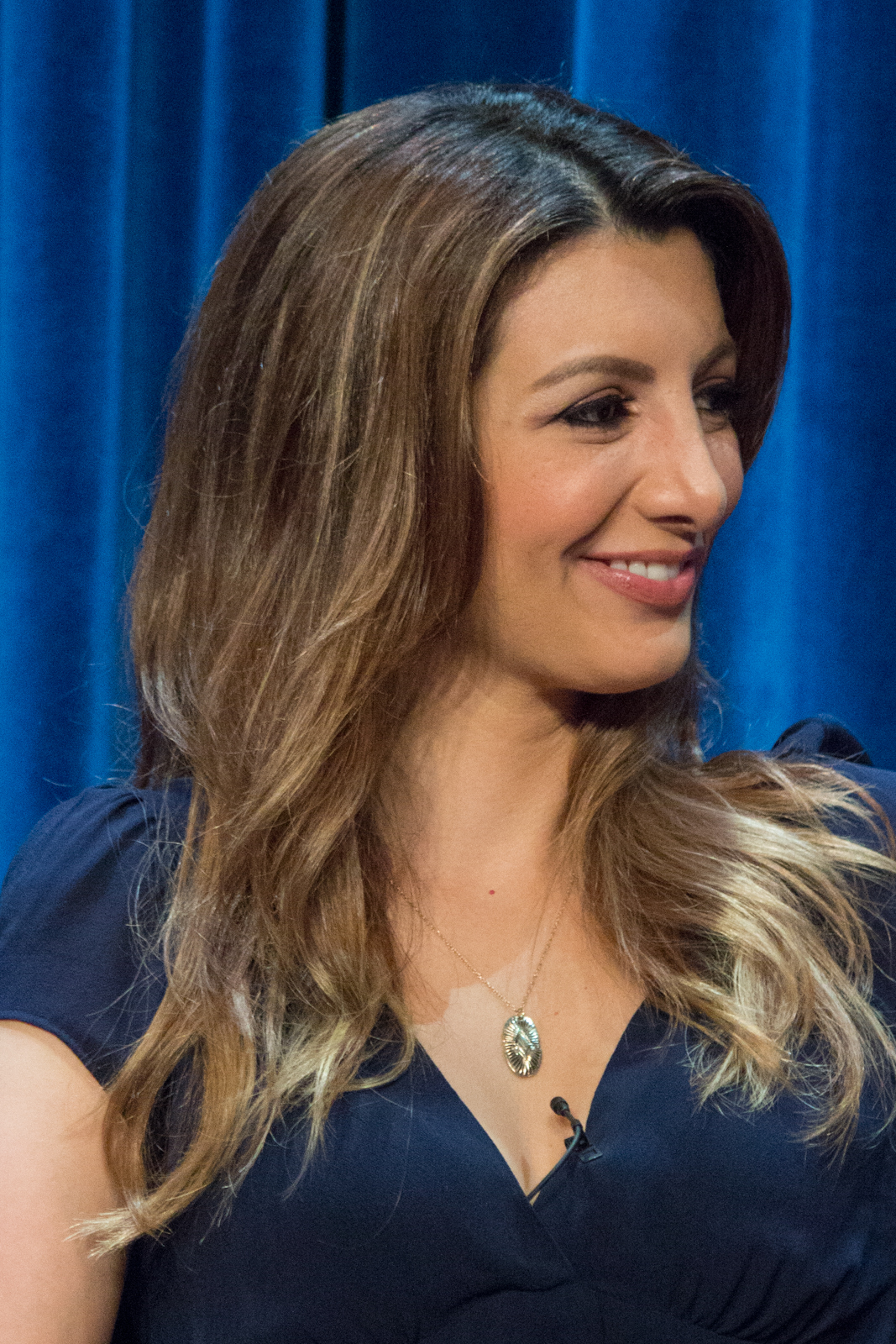
Nasim Pedrad interpreta Gigi Caldwell/ Jess Meyer
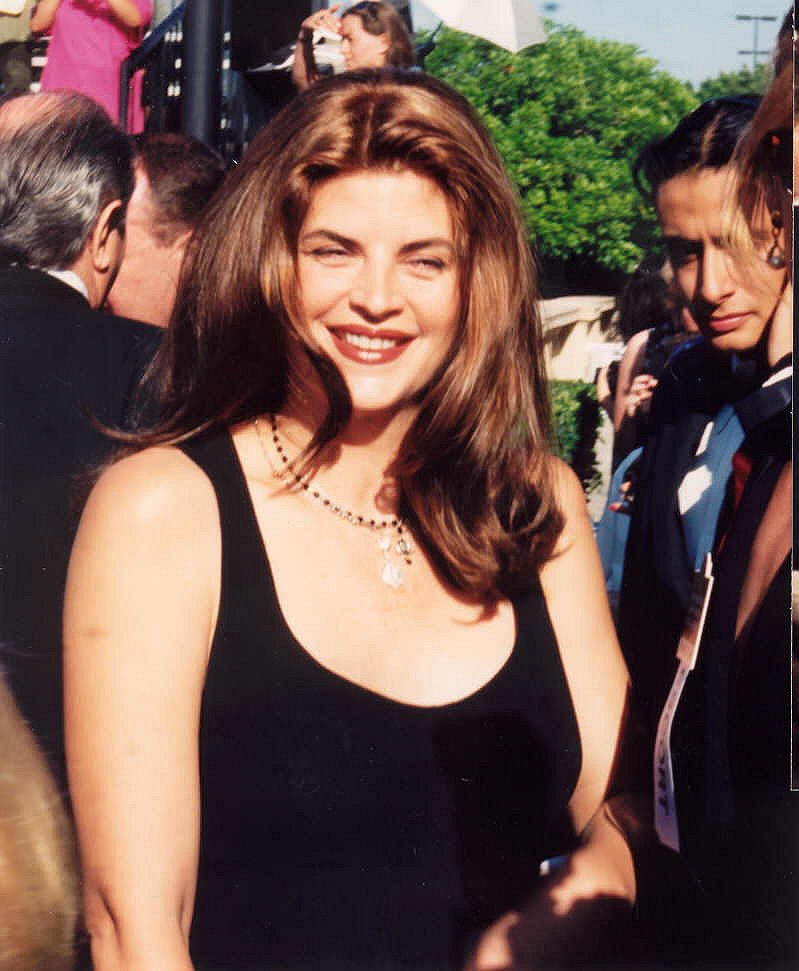
Kirstie Alley interpreta Ingrid Marie Hoffel/Bean
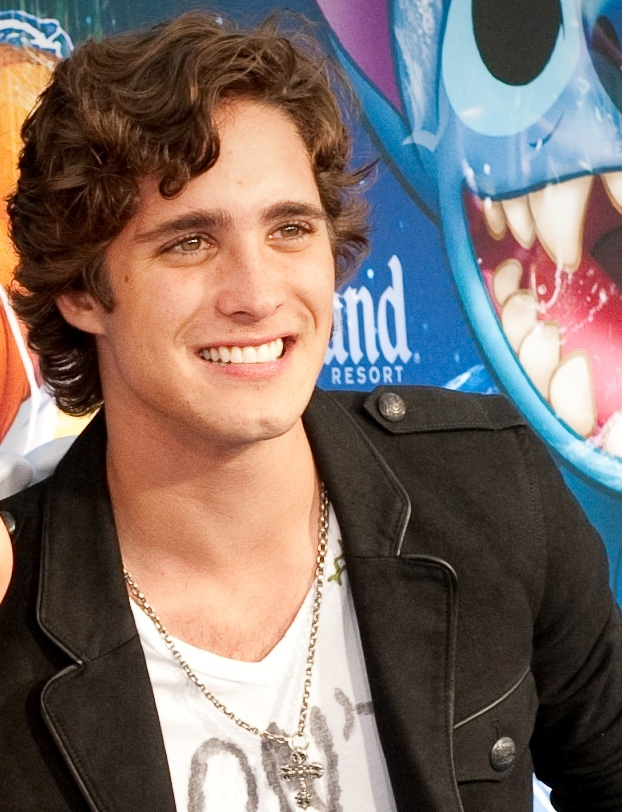
Diego Boneta interpreta Pete Martinez
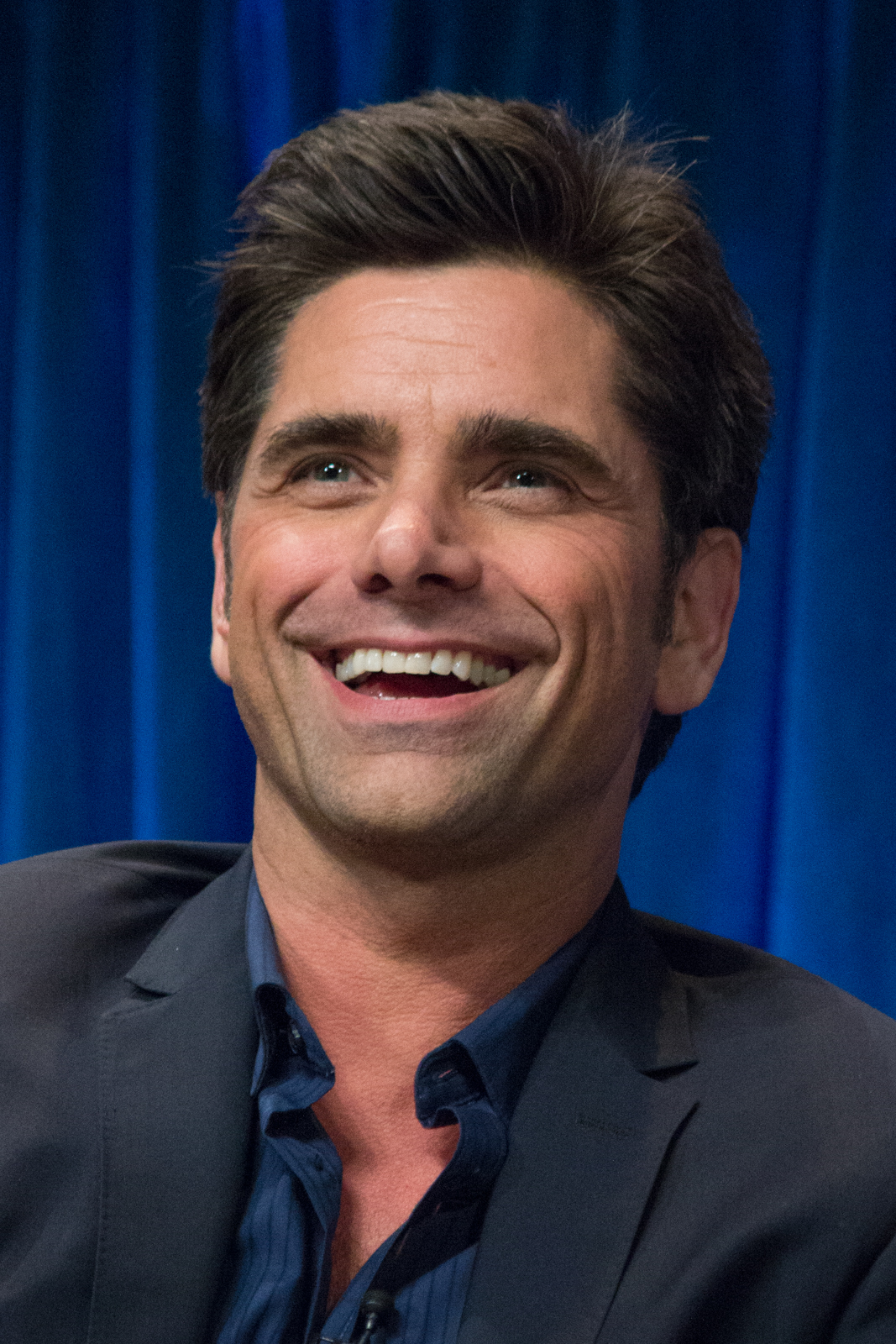
John Stamos interpreta Brock Holt
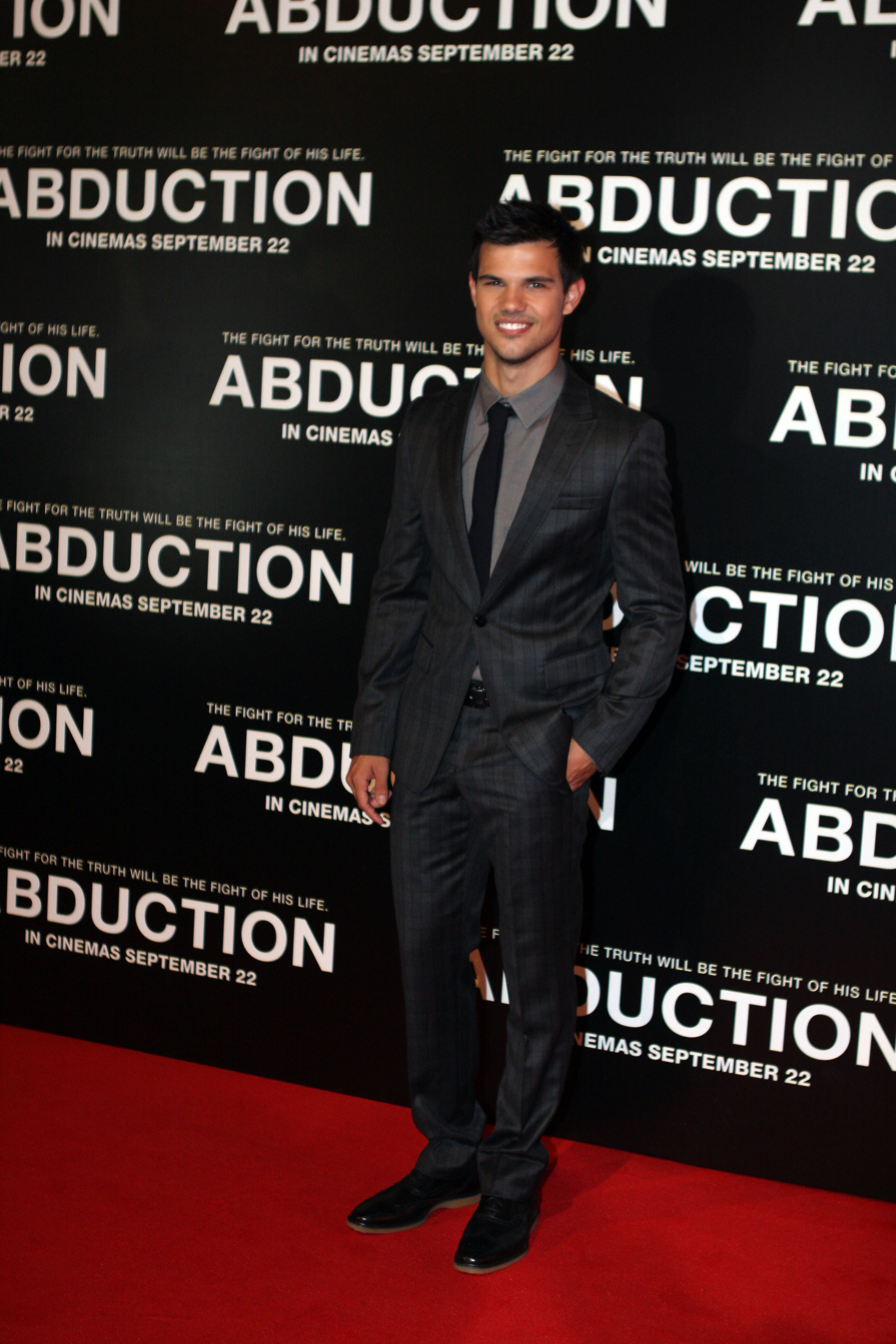
Taylor Lautner interpreta Cassidy Cascade
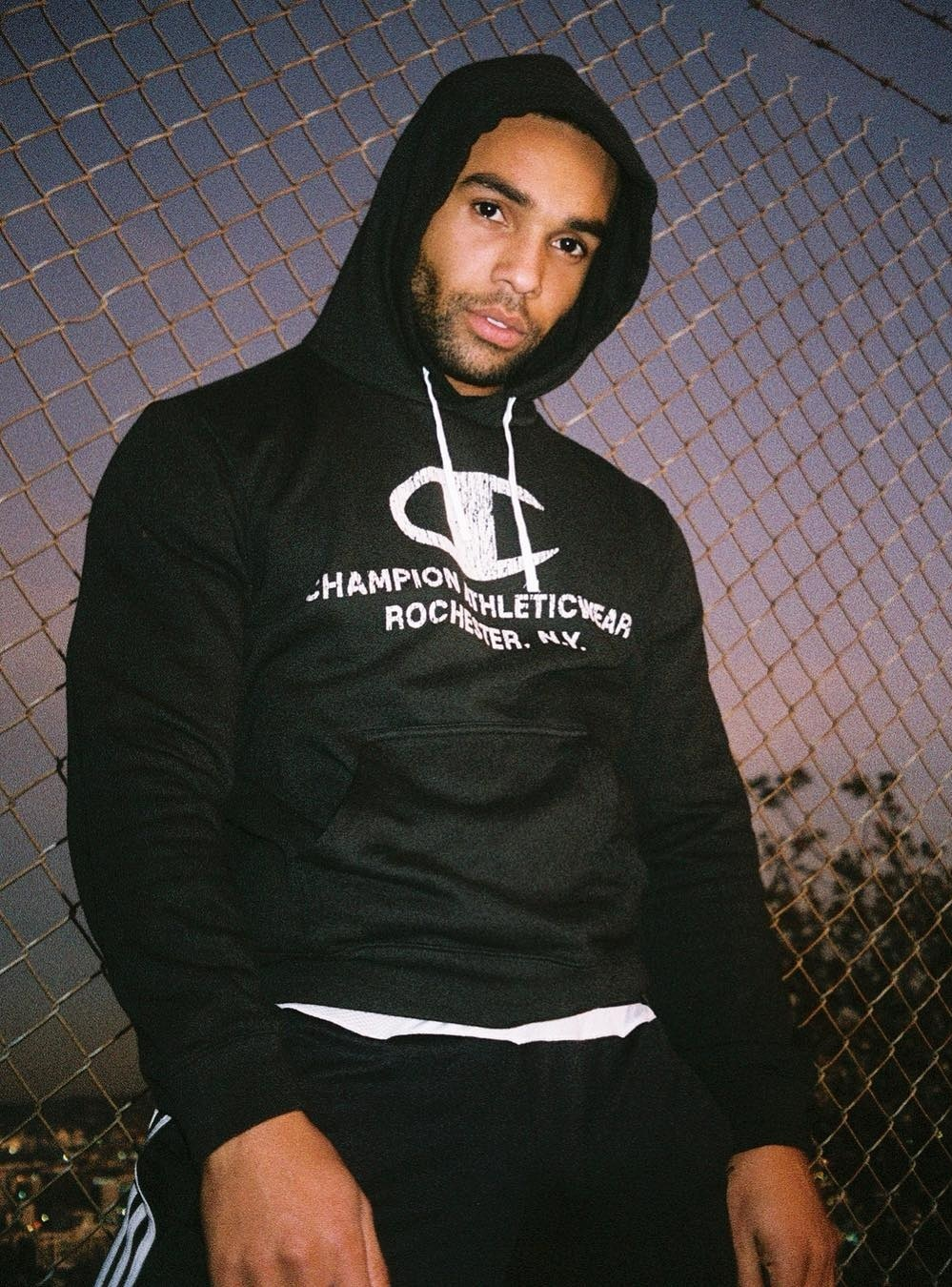
Lucien Laviscount interpreta Earl Grey

### Special guest stars
- Denise Hemphill, interpretata da Niecy Nash, doppiata da Alessandra Cassioli. Guardia del campus che cerca di scoprire l'identità di Red Devil nella prima stagione, in seguito agente speciale dell'FBI, di Quantico nella seconda. È molto affezionata alla sua amica Shondell, che viene uccisa dal Red Devil, ed è fermamente convinta che l’assassino sia Zayday. Per tutta la durata della serie ha una passionale relazione con Chad Radwell, che si conclude alla fine della prima stagione. Aiuta il decano a scoprire l'identità del Perfido Verde nella seconda stagione, ma viene uccisa da quest'ultimo con dei defibrillatori durante la festa di Halloween. Il decano Munsch mette il suo corpo in una camera criogenica. Denise si risveglia viva e vegeta nel finale della seconda stagione. Disattiva la bomba installata dalla Hoffel e salva tutti quanti.
- Boone Clemens/Doyle (stagione 1), interpretato da Nick Jonas, doppiato da Matteo Liofredi.
Membro dei Dickie Dollars e migliore amico di Chad. Si scopre essere il primo Red Devil, e quindi fratello gemello di Hester, fratellastro di Grace e figlio di Sophia Doyle e di Wes Garner. Si finge gay per non dare sospetti, ma in realtà è innamorato di Zayday.
- Sonya Herfmann/Chanel #2 (stagione 1), interpretata da Ariana Grande, doppiata da Virginia Brunetti.
Una delle Chanel, sarà la prima vittima di Red Devil e la si rivedrà per alcuni episodi sotto forma di cadavere o spirito sceso sulla terra. Ha avuto anche lei una relazione con Chad e per questo è odiata da Chanel. Vorrebbe diventare una giornalista di rete.
- Thad Radwell (stagione 1), interpretato da Patrick Schwarzenegger, doppiato da Alessio Puccio. 
Fratello minore di Chad. Muore insieme alla famiglia a seguito di un incidente aereo.
- Brad Radwell (stagione 1), interpretato da Chad Michael Murray, doppiato da Davide Albano.
Fratello maggiore di Chad. Muore insieme alla famiglia a seguito di un incidente aereo.
- Tyler (stagione 2), interpretato da Colton Haynes, doppiato da Alessio Puccio.
- Dr.ssa Scarlett Lovin (stagione 2), interpretata da Brooke Shields, doppiata da Roberta Pellini.

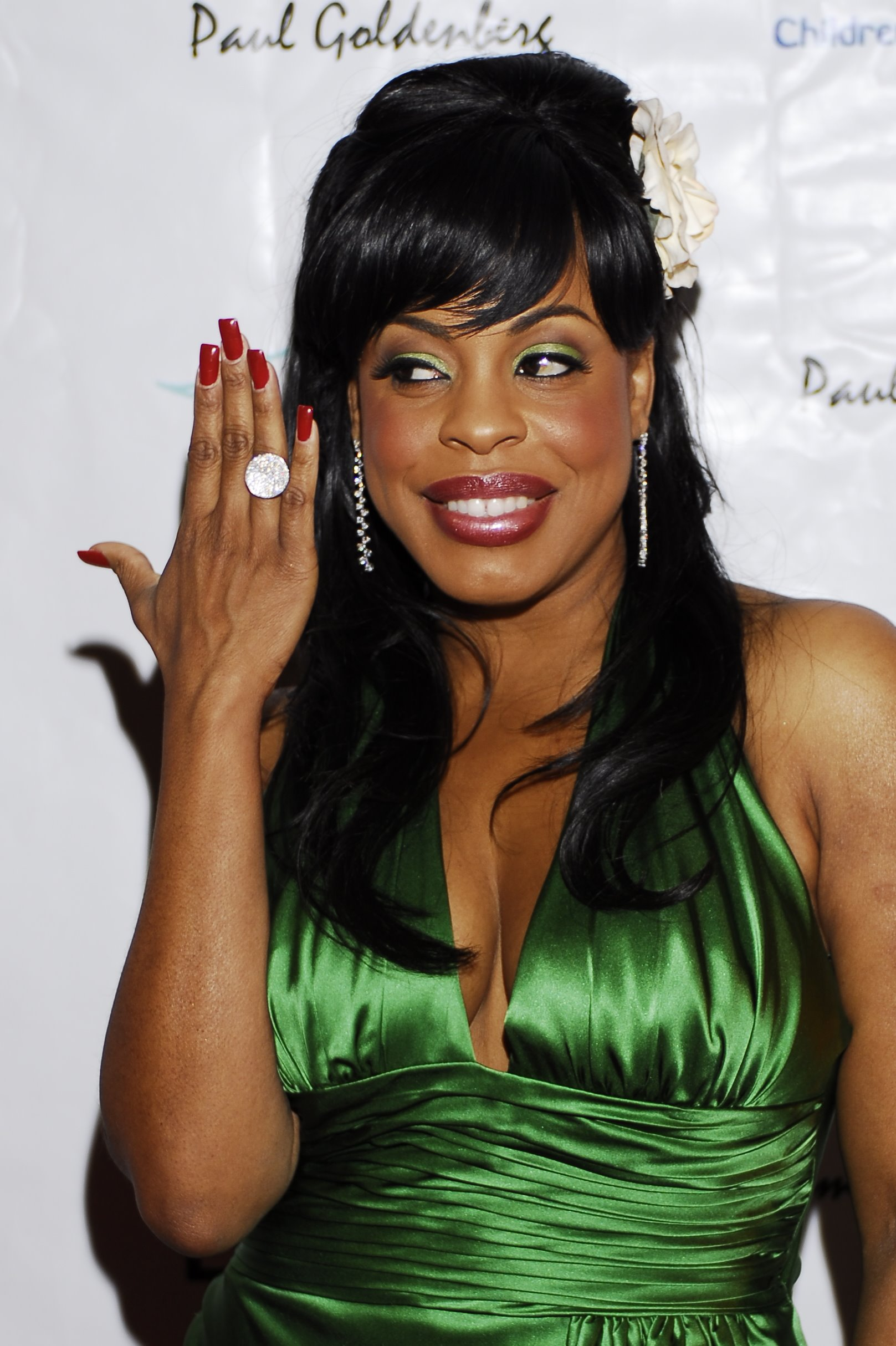
Niecy Nash interpreta Denise Hemphill
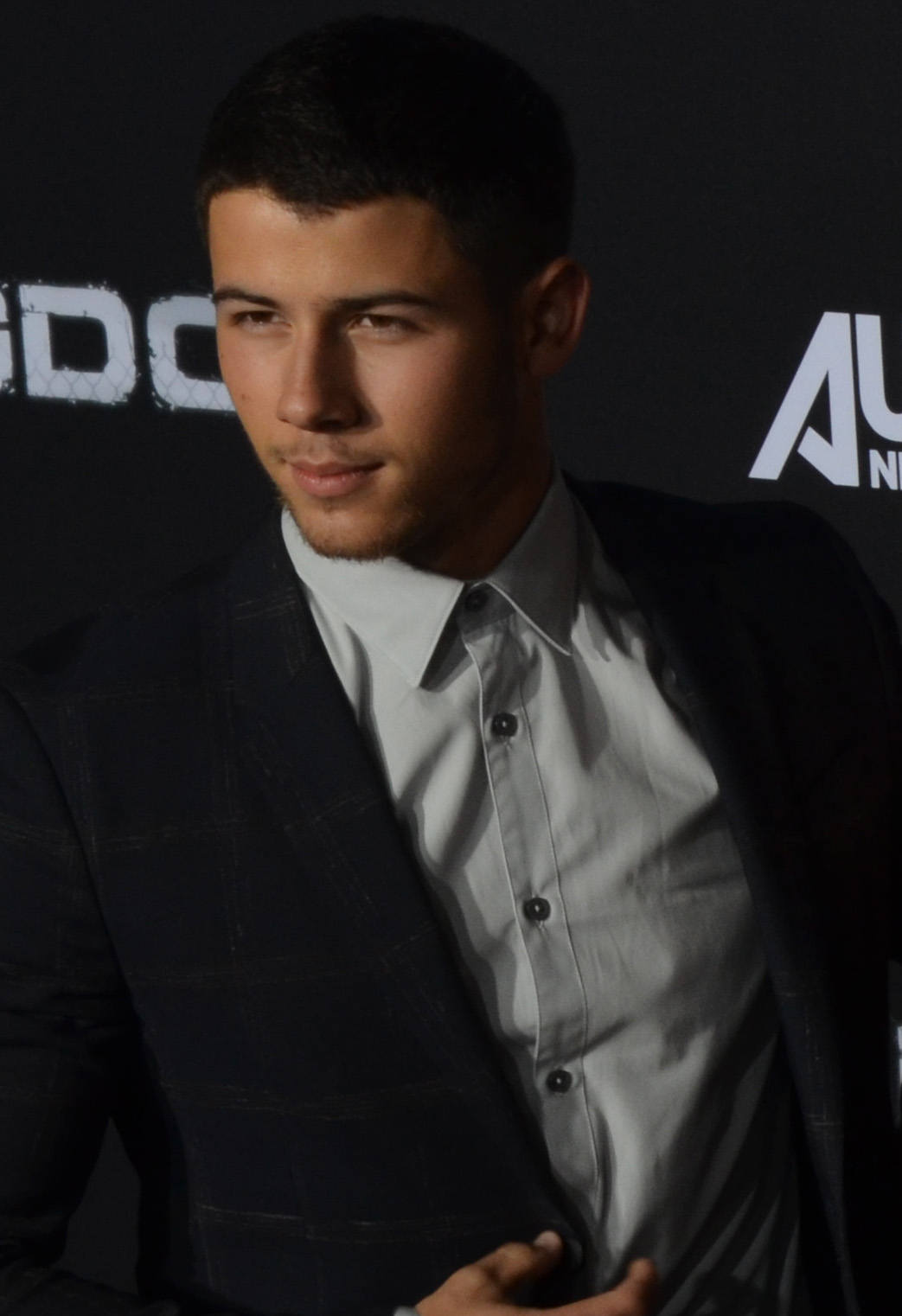
Nick Jonas interpreta Boone Clemens/ Doyle
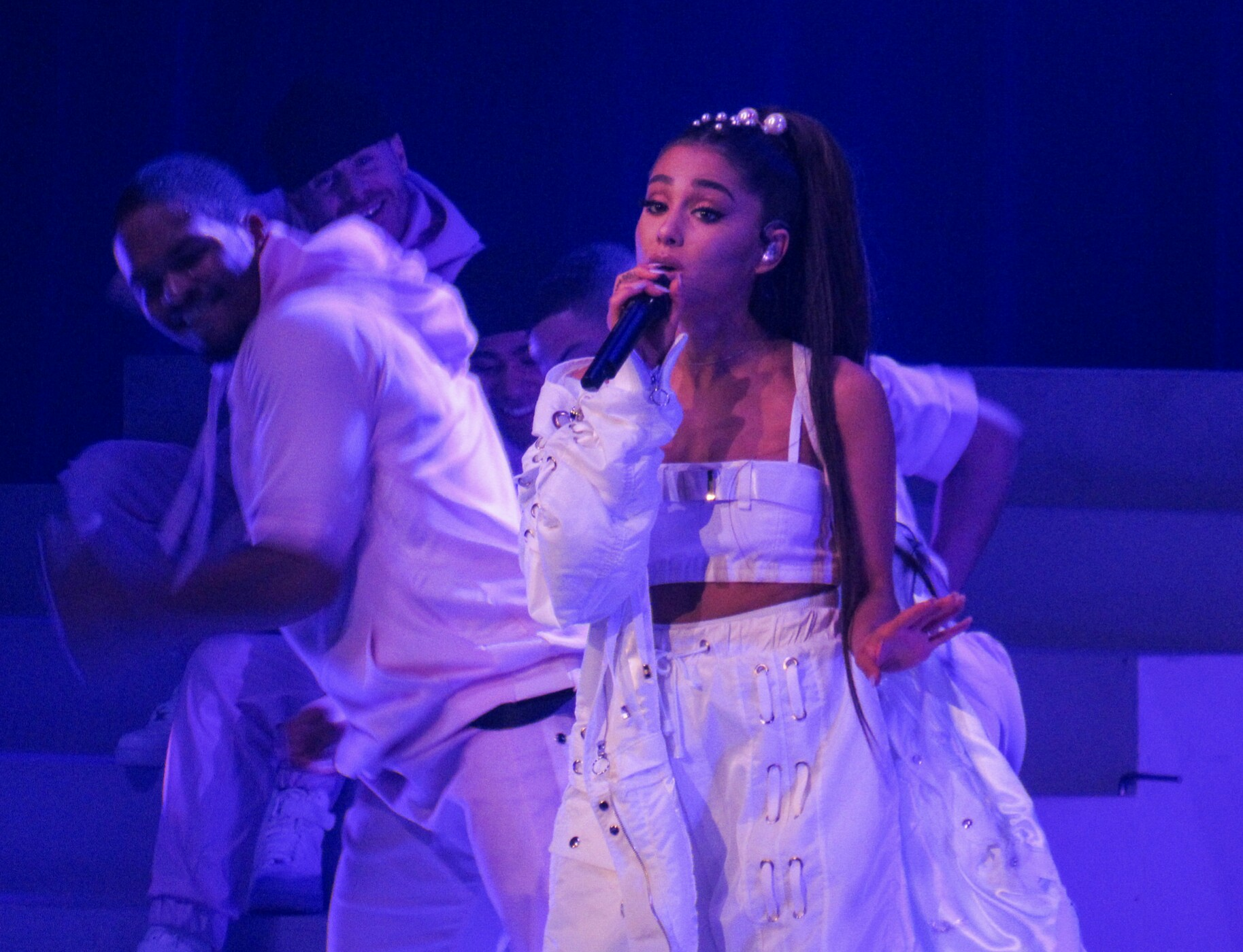
Ariana Grande interpreta Sonya Herfmann/ Chanel #2
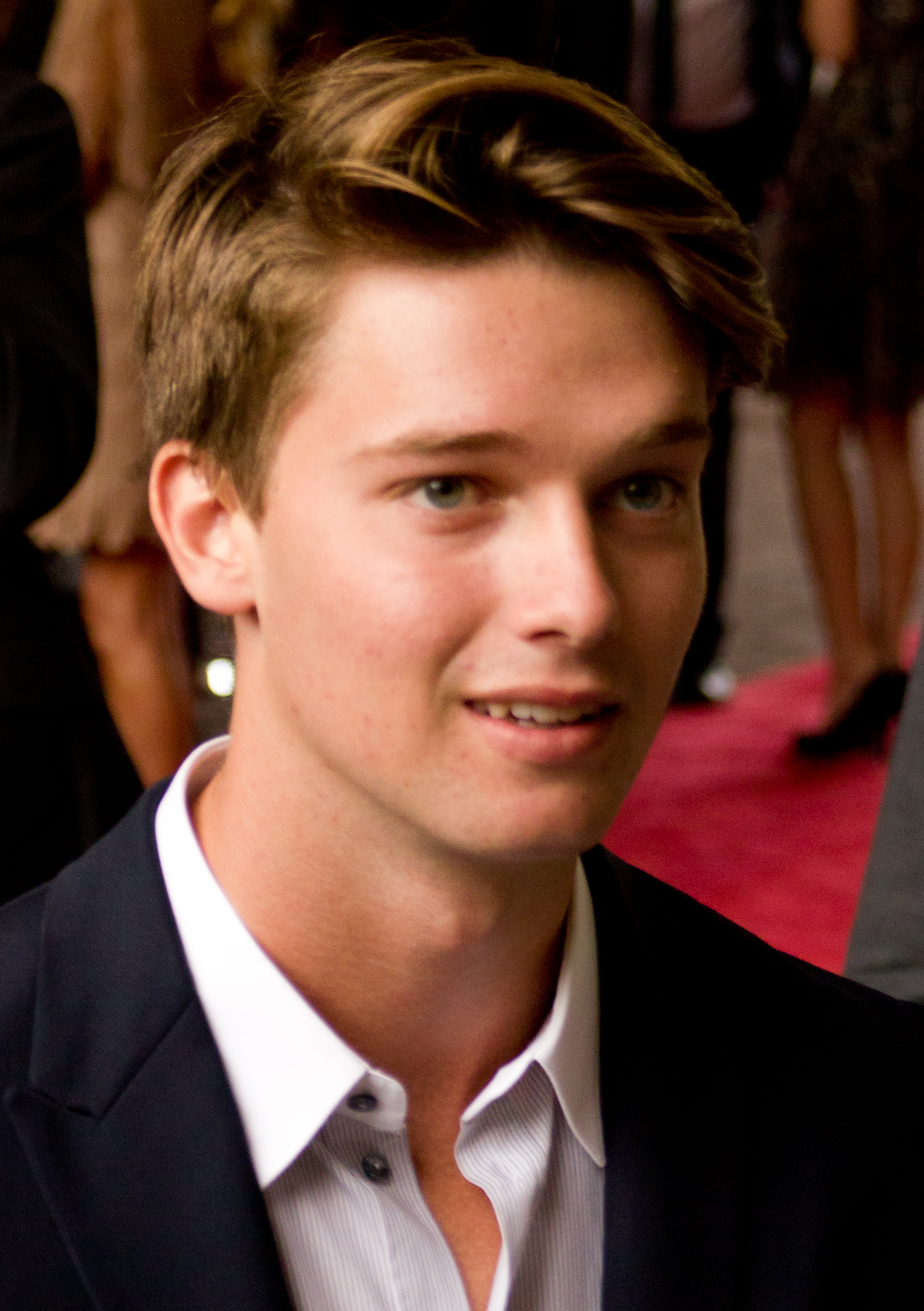
Patrick Schwarzenegger interpreta Thad Radwell
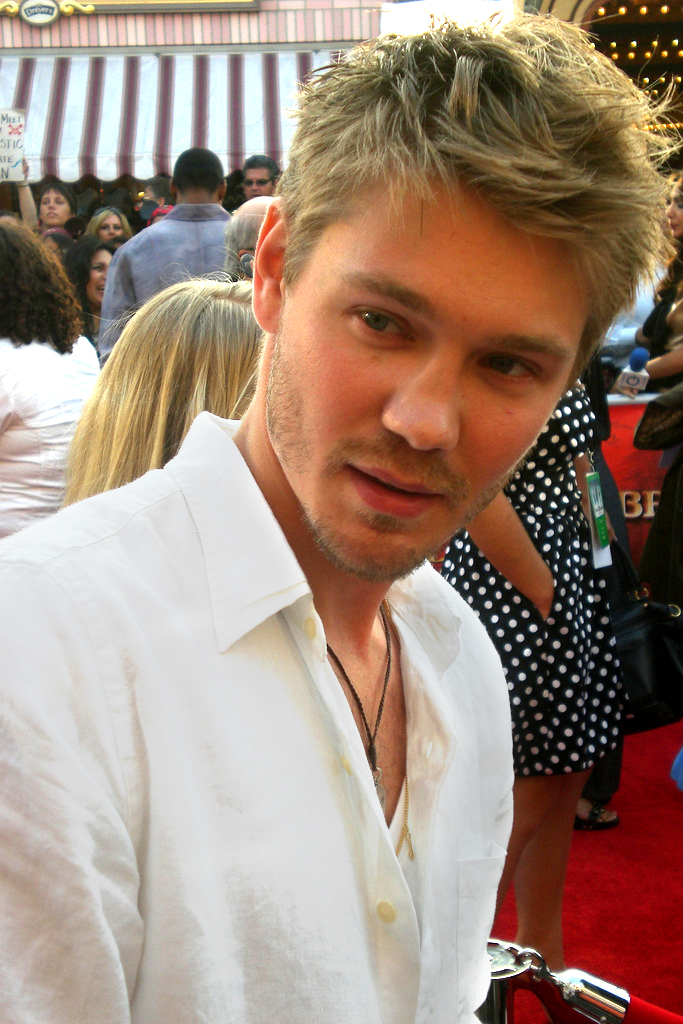
Chad Michael Murray interpreta Brad Radwell
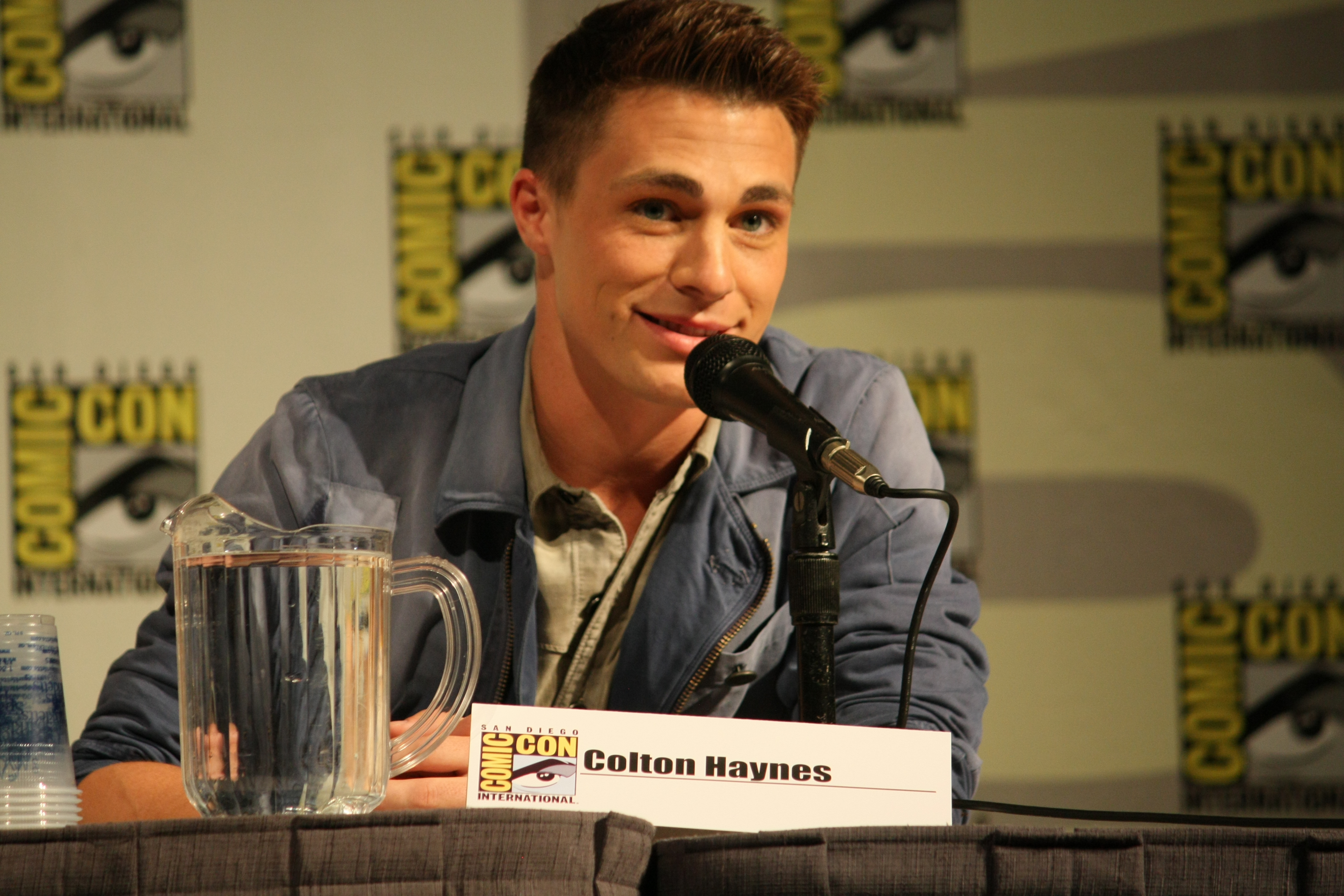
Colton Haynes interpreta Tyler
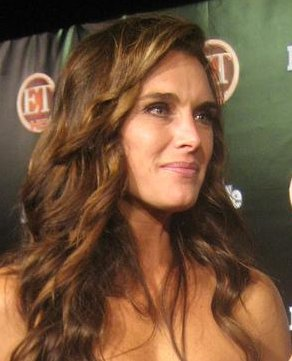
Brooke Shields interpreta Scarlett Lovin

### Personaggi secondari e ricorrenti
- Agatha Bean (stagione 1) interpretata da Jan Hoag. È la governante della Kappa Kappa Tau complice dell’occultamento del cadavere di Sophia Doyle. A tratti dimostra di avere poca intelligenza e viene ripetutamente maltrattata da Chanel. Viene accidentalmente uccisa da Chanel che le spinge la faccia dentro l’olio bollente ustionandola. Benché questo doveva un piano per spaventare le matricole quest’ultimo prevedeva l’uso di olio a temperatura ambiente. Successivamente si scopre che la friggitrice è stata accesa da Hester. Sua sorella è Ingrid che nella seconda vorrà vendicare la morte della sorella cercando di uccidere Chanel.
- Jennifer (stagione 1), interpretata da Breezy Eslin, doppiata da Federica D'Amico.
È matricola dal carattere bizzarro amante delle candele, arrivando addirittura a mangiarle se ne ha l’esigenza. Viene accoltellata al cervelletto da Red Devil ed esposta in soggiorno con il corpo ricoperto di cera.
- Sam (stagione 1), interpretata da Jeanna Han, doppiata da Gaia Bolognesi. Chiamata anche “La lesbica rapace" è una matricola di origini coreane lesbica, che si innamora di Chanel #3. Viene uccisa da Red Devil soffocata nella stessa vasca da bagno dove vent’anni prima morì Sophia Doyle.
- Tiffany DeSalle (stagione 1), interpretata da Whitney Meyer. Chiamata anche “Taylor Swift Sorda" è una matricola amante di Taylor Swift. È la prima delle matricole ad essere uccisa infatti viene decapitata da Red Devil con un tosaerba.
- Roger e Doger (stagione 1), interpretati da Aaron Rhodes e Austin Rhodes.
Sono due gemelli, membri dei Dickie Dollars, fidanzati con Chanel #5. Dodger dopo essere stato rifiutato da Chanel #5 viene sventrato dal Red Devil in un labirinto. Roger sopravvive al labirinto (con Chanel #5) ma viene ucciso in seguito da Red Devil con una pistola sparachiodi.
- Caulfield Mount Herman (stagione 1), interpretato da Evan Paley.
È un membro dei Dickie Dollars. Inizialmente le vengono prima amputate le braccia da Red Devil ma sopravvive. Tuttavia successivamente viene trucidato e decapitato da Red Devil stesso.
- Detective Chilsom (stagione 1), interpretato da Jim Clock.
Il detective che cerca di scoprire chi sia il Killer ma per la sua pigrizia non ci riesce mai. In "Shopping Pericoloso" viene licenziato e diventa un'interior designer.
- Jane Hollis (stagione 2), interpretata da Trilby Glover, doppiata da Francesca Fiorentini. Madre di Cassidy è la mente dietro le stragi di Halloween del 1985 e del 2016. Gli avvenimenti sono frutto di una vendetta ingegniata da Jane dopo che il marito Bill,allora paziente al C.U.R.E. fu ucciso dal Dr. Mike e dall’infermiera Thomas per continuare i festeggiamenti di Halloween. La sua vendetta si placó grazie a Zayday ma poco dopo uccisa da Ingrid con un colpo di pistola.
- Dr. Mike (stagione 2), interpretato da Jerry O'Connell, doppiato da Giorgio Borghetti.
- Infermiera Thomas (stagione 2), interpretata da Laura Bell Bundy,doppiata da Eva Padoan.
- Catherine Hobart (stagione 2),interpretata da Cecily Strong, doppiata da Loretta Di Pisa.
- Marguerite Honeywell/Chanel #7 (stagione 2), interpretata da Andy Erikson. È una dolcissima ragazza affetta dalla sindrome di Marfan. Viene impiccata dal Perfido Verde.
- Daria Janssen Chanel #8 (stagione 2), interpretata da Riley McKenna Weinstein, doppiata da Eleonora Reti. È l'ottava Chanel con la faccia paralizzata. È ingenua, dolce e gentile. È l’unica delle nuove Chanel a sopravvivere.
- Addison/Chanel #9 (stagione 2), interpretata da Moira O’Neill. Addison è una Dangeon Master quasi professionista; soffre di belonefobia (paura degli aghi). Viene uccisa da due Perfidi Verdi attraverso lo svuotamento del sangue dal suo corpo con aghi ipodermici.
- Andrea/Chanel #10 (stagione 2), interpretata da Dahlya Glick. Paziente del C.U.R.E. è nata senza reni e ha 30 piedi in più di intestino crasso. Muore soffocata dal Perfido Verde con il filo di un auricolare.
- Midge/Chanel #11 (stagione 2) interpretata da Cathy Marks. Rappresenta l’undicesima Chanel avente undici dita sulla mano destra. Muore accoltellata con un machete poco dopo essere stata presentata a seguito di un attacco del Perfido Verde alle nuove Chanel.
- Tristan St.Pierre/ Chanel-Pour-Homme (stagione 2) interpretato da Pablo Castelblanco. È gay ed è l’unica Chanel di sesso maschile. Muore sventrato dal Perfido Verde.

## Produzione

### Sviluppo
Il 20 ottobre 2014 la Fox Broadcasting Company ha annunciato di aver ordinato una stagione di 13 episodi di Scream Queens, creata da Ryan Murphy, Brad Falchuk e Ian Brennan. La serie, prodotta esecutivamente da Murphy, Falchuk, Brennan e Dante Di Loreto, trae ispirazione dai film slasher degli anni ottanta e novanta, in cui vengono mescolati i generi commedia e horror.
Murphy ha spiegato che in ogni episodio un membro del cast sarà ucciso, dichiarando:
(Ryan Murphy, intervista a Entertainment Weekly)
Presentando la serie, Murphy ha anche dichiarato che al termine della prima stagione sarebbero sopravvissuti solo quattro personaggi, che dovrebbero riprendere i loro ruoli in un'eventuale seconda stagione, anche se avrà temi e ambientazioni diverse. 
Il 15 gennaio 2016 è stata rinnovata per una seconda stagione.
Durante l’estate del 2016 emergono nuove informazioni sulla seconda stagione: si sarebbe passato ad un tema ospedaliero; la serie prende una svolta semi-antologica e la nuova location è il C.U.R.E. Institute, un ospedale fuori dalle righe dove i personaggi si ritrovano a dover curare dei pazienti le cui malattie sono state dichiarate incurabili dalla medicina moderna, mentre una nuova rete di omicidi comincia e una spettrale presenza comincia a perseguitare i protagonisti. Emma Roberts ha rivelato che tutte le malattie presenti nella seconda stagione sono ispirate a dei casi realmente esistiti.
Il 24 febbraio 2017 è stato annunciato che Lea Michele si sarebbe unita al cast principale di The Mayor per il network ABC e non sarebbe tornata per una eventuale terza stagione , così come Keke Palmer, il cui nuovo impegno con la serie Berlin Station viene confermato il 26 febbraio. Nei mesi successivi il futuro della serie rimane sempre più incerto, fino a quando, il 15 maggio 2017, la Fox cancella ufficialmente la serie.
Nel mese di aprile 2019 Ryan Murphy rivela tramite Instagram di aver intenzione di realizzare una conclusione della serie, sotto forma di film TV o di miniserie. Numerosi membri del cast tra cui le protagoniste Emma Roberts, Billie Lourd, Lea Michele, Keke Palmer e Jamie Lee Curtis manifestano il proprio interesse a tornare nel nuovo progetto. Dopo alcuni mesi in cui la produzione di nuovi episodi rimane senza conferma, il 7 maggio 2020 Murphy conferma di essere al lavoro sulla terza stagione della serie.

### Cast
A dicembre 2014 viene annunciato l'ingaggio di Emma Roberts e Jamie Lee Curtis, tra gli interpreti principali della serie. A gennaio 2015 si aggiungono al cast Lea Michele, Joe Manganiello, Keke Palmer e Abigail Breslin, oltre all'attrice e cantante Ariana Grande in un ruolo ricorrente. A febbraio si uniscono al cast Nick Jonas, Skyler Samuels e l'esordiente Billie Lourd. Dopo l'ingaggio di parte del cast maschile, composto da Lucien Laviscount, Diego Boneta e Glen Powell, nel marzo 2015 Joe Manganiello ha dovuto abbandonare il progetto a causa di impegni promozionali già presi per il film Magic Mike XXL. Il ruolo di Manganiello è stato affidato a Oliver Hudson. Chad Michael Murray, interpreta invece Brad Radwell, il più grande dei tre fratelli.
Per la seconda stagione, è stato confermato il ritorno di Emma Roberts, Lea Michele, Keke Palmer, Billie Lourd, Abigail Breslin, Niecy Nash e Jamie Lee Curtis. La seconda stagione andrà in onda a partire dal 20 settembre 2016 e le new entry saranno Taylor Lautner, John Stamos e come guest star Colton Haynes e Cecily Strong. Dopo l’inizio delle riprese sono stati anche ufficializzati i ritorni,  di Glen Powell e Oliver Hudson, che però passano dal cast principale a quello secondario, mentre Skyler Samuels, sebbene le fosse stato chiesto, non è tornata a recitare nella serie volendo dare la precedenza ai suoi studi universitari che aveva interrotto per girare la prima stagione.

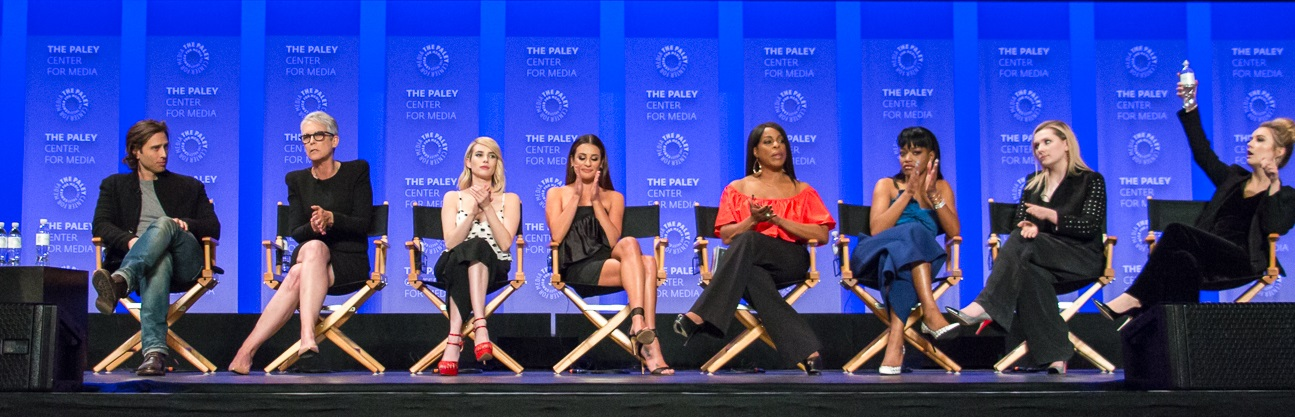
Il cast della serie nel 2016; da sinistra verso destra: Brad Falchuk, Jamie Lee Curtis, Emma Roberts, Lea Michele, Niecy Nash, Keke Palmer, Abigail Breslin, Billie Lourd.

### Riprese
La prima stagione è stata girata nei dintorni di New Orleans, la lavorazione della serie è iniziata nel marzo 2015 e le riprese dell'episodio pilota si son concluse il mese successivo, mentre i restanti episodi sono stati filmati a partire dal giugno dello stesso anno. La seconda stagione invece vedrà Los Angeles sede principale delle riprese, le quali inizieranno nel mese di luglio 2016.
Nell’ottavo episodio della prima stagione, L’anello debole, Jamie Lee Curtis ha filmato un omaggio dedicato alla madre Janet Leigh, reinterpretando l'iconica scena girata dalla donna nella doccia per il celebre horror Psyco. Inizialmente Brad Falchuk era molto esitante nell'includere la scena così decise di contattare la Curtis prima e quest'ultima affermó di voler realizzare la parte in maniera accurata così compró un'immagine di sua madre che urlava nel film e la dispose accanto al monitor; inoltre, rivedendo la ripresa più volte, si focalizzó nell'inserire anche minimi particolari provenienti dall'originale, come quale delle due mani dovesse raggiungere la barra del sapone. La realizzazione finale è stata accolta positivamente dalla critica e ha suscitato un impatto mediatico considerevole.

## Premi e riconoscimenti
| Anno | Premio                                        | Categoria                                                | Destinatario                                        | Risultato       |
| ---- | --------------------------------------------- | -------------------------------------------------------- | --------------------------------------------------- | --------------- |
| 2015 | Critics' Choice Television Awards             | Nuova serie TV più attesa                                | Scream Queens                                       | Vincitore/trice |
| 2016 | Motion Picture Sound Editors                  | Miglior sound in televisione                             | David Klotz                                         | Candidato/a     |
| 2016 | Motion Picture Sound Editors                  | Miglior dialogo in televisione                           | Gary Megregian, Lance Wiseman, Jason Krane          | Candidato/a     |
| 2016 | Dorian Awards                                 | Serie TV camp dell'anno                                  | Scream Queens                                       | Candidato/a     |
| 2016 | People's Choice Awards                        | Miglior nuova serie TV                                   | Scream Queens                                       | Vincitore/trice |
| 2016 | People's Choice Awards                        | Miglior attrice in una nuova serie TV                    | Emma Roberts                                        | Candidato/a     |
| 2016 | People's Choice Awards                        | Miglior attrice in una nuova serie TV                    | Lea Michele                                         | Candidato/a     |
| 2016 | People's Choice Awards                        | Miglior attrice in una nuova serie TV                    | Jamie Lee Curtis                                    | Candidato/a     |
| 2016 | Golden Globe                                  | Miglior attrice in una serie commedia o musicale         | Jamie Lee Curtis                                    | Candidato/a     |
| 2016 | Satellite Award                               | Miglior attrice in una serie commedia                    | Jamie Lee Curtis                                    | Candidato/a     |
| 2016 | Fangoria Chainsaw Awards                      | Miglior attrice non protagonista in una serie televisiva | Jamie Lee Curtis                                    | Candidato/a     |
| 2016 | Make Up- Artists & Hair Stylists Guild Awards | Miglior make-up in una serie contemporanea               | Eryn Krueger Mekash, Kelley Mitchell, Melissa Buell | Vincitore/trice |
| 2016 | Teen Choice Awards                            | Miglior serie commedia                                   | Scream Queens                                       | Candidato/a     |
| 2016 | Teen Choice Awards                            | Miglior attrice in una serie commedia                    | Emma Roberts                                        | Candidato/a     |
| 2016 | Teen Choice Awards                            | Miglior attrice in una serie commedia                    | Lea Michele                                         | Candidato/a     |
| 2016 | Teen Choice Awards                            | Miglior cattivo in una serie TV                          | Lea Michele                                         | Candidato/a     |
| 2017 | Make Up- Artists & Hair Stylists Guild Awards | Miglior make-up in una serie contemporanea               | Crystal Cook, Anna Quinn, Ai Nakata                 | Candidato/a     |
| 2017 | Teen Choice Awards                            | Miglior attrice in una serie commedia                    | Emma Roberts                                        | Candidato/a     |
| 2017 | Teen Choice Awards                            | Miglior rubascena                                        | Taylor Lautner                                      | Candidato/a     |